# Les Temps modernes (revue)
Pour les articles homonymes, voir Les Temps modernes.
Les Temps modernes était une revue politique, littéraire et philosophique française, à périodicité mensuelle, fondée en décembre 1945 par Jean-Paul Sartre, Simone de Beauvoir et Maurice Merleau-Ponty. Sur décision de l’éditeur Gallimard, elle disparaît en 2018 à la suite de la mort de Claude Lanzmann qui en avait repris la direction.
Les trois fondateurs avaient décidé de créer une revue par un sentiment de culpabilité consécutif à leurs propres erreurs de l’avant-guerre, où ils étaient restés apolitiques et réfractaires à tout engagement, quand même ils avaient ressenti une « sympathie de principe » pour le prolétariat, une admiration lointaine pour l’Union soviétique et une certaine attirance pour le PC. Sous l’effet d’un individualisme abstrait, qui leur faisaient voir le social comme une réalité inquiétante propre à menacer la pureté de leur conscience et sa liberté, ils avaient manifesté un désintérêt pour la chose sociale et une inaction totale, s’étaient tenus loin de toute praxis collective, et avaient expulsé l’histoire, maniant les notions philosophiques comme des idées absolues, déliées des conditions historiques de leur apparition. La lutte du prolétariat, lequel était, selon l’expression de Sartre, « tout juste un envers » de la bourgeoisie, et tout aussi « inhumain » qu’elle, n’était pas l’affaire des intellectuels. Pour le Sartre de l’avant-guerre, l’intellectuel, dont la misère sociale se trouve transfigurée en signe d’élection, est un paria sublime, misérable, mais libre et lucide, et tenant le monde à distance. Il s’agit d’une morale aristocratique, élitiste, destinée à demeurer une révolution en pensée, car susceptible de se dégrader dès qu’elle voudrait se faire réalité.
Cependant, dès 1934, Sartre qualifiait le matérialisme historique de « méthode de travail féconde » et devait bientôt forger un ensemble de concepts théoriques appelés à sous-tendre une future pratique politique. La défaite républicaine en Espagne, l’Anschluss, la fin du Front populaire en France, la violence des organisations fascistes et surtout l’Occupation avec ses choix dramatiques composait un climat collectif qui fut pour Sartre et les autres intellectuels le détonateur de l’engagement incitant les écrivains à porter attention aux rapports de l’individu avec la société et avec l’histoire. Sartre allait basculer de préoccupations surtout esthétiques vers des préoccupations principalement morales et politiques, et mettre l’accent sur la liberté et l’histoire collective. Les existentialistes entendaient à présent prendre place dans le combat politique et à fonder une morale nouvelle où l’homme assumerait sa situation pour la dépasser. En accord avec cette idée d’engagement, à partir duquel toute une morale politique allait être élaborée, Sartre et les existentialistes s’interdisaient de renouer avec une pensée spéculative en retard sur la pratique et sur la réflexion politique, et se proposaient à partir de 1945 de militer désormais parmi les hommes et avec les hommes, en privilégiant la fonction idéologique, morale et politique de la littérature. Vestige de l’élitisme d’avant-guerre, où l’intellectuel est à la fois spectateur distant et guide moral, Sartre estime que l’écrivain et l’intellectuel engagé, investi d’une mission spécifique, sont seuls à même d’aider les masses à se libérer, d’où leur responsabilité morale. Le rôle de l’intellectuel, selon la nouvelle définition, est de s’attacher à dévoiler la réalité, mais aussi de tenter, en assumant ce rôle, de le dépasser. La parole et l’écriture sont en soi action, car dévoiler, c’est changer et « on ne peut dévoiler qu’en projetant de changer ». L’intellectuel engagé acquiert ainsi une forme de pouvoir sur le monde et, en concourant à produire certains changements dans la société, peut s’ériger en démiurge.
Une telle théorie appelait une mise en pratique, sous les espèces d’une revue, et les Temps modernes allaient être à la fois l’expression et le moyen de cette pratique d’engagement, et l’instrument idoine pour réaliser une intervention directe sur tous les fronts de l’actualité. Comme de juste, une bonne part des contenus de la nouvelle revue était commandée par l’actualité politique et sociale, les Temps modernes s’appliquant à dénoncer l’exploitation, le colonialisme et la guerre (dont la guerre d'Algérie, motif de plusieurs saisies), ainsi que les systèmes qui les engendrent (dont le maccarthysme et le gaullisme), mais aussi le stalinisme et la répression dans les démocraties populaires. Le premier comité de rédaction se composait — outre des trois fondateurs — de Michel Leiris, Raymond Aron (qui allait très bientôt quitter la revue), Albert Ollivier et Jean Paulhan. Vis-à-vis des autres revues, Les Temps modernes se distinguent par la pratique des grandes synthèses totalisantes et par son éminente préoccupation littéraire. La relation avec le PC, lequel avait acquis une nouvelle légitimité à la suite de l’élections de 1945, prit initialement la forme, sous l’influence de Merleau-Ponty, d’un « compagnonnage critique », où Sartre en particulier maintenait intacte son autorité intellectuelle et gardait une distance philosophique antidogmatique intransigeante, et où alternaient périodes de crise et embellies. Le maintien de cette attitude provoqua le départ en 1952 du même Merleau-Ponty, qui avait cessé, à l’aune des faits, de croire en la théorie marxiste prophétique de la révolution prolétarienne. Ce départ, véritable tournant, brisa l’équilibre prévalant jusque-là dans la revue entre excellence universitaire et philosophique d’une part et approche journalistique d’autre part ; c’est cette dernière qui allait, sous l’impulsion notamment d’André Gorz et de Marcel Péju, s’imposer dorénavant, cependant que la revue perdait de son aura en même temps que déclinait dans la décennie 1960 l’influence existentialiste en France.

## Prémisses et genèse

### L’existentialisme dans l’entre-deux-guerres: solipsisme abstrait et mandarinat
La notion de praxis collective était étrangère à la philosophie des existentialistes. Leur conception de l’homme, si elle répudiait fermement le spiritualisme et les introspections, n’en restait pas moins idéaliste et ne dépassait pas l’individualisme universaliste. Sartre, pas davantage que Simone de Beauvoir et Merleau-Ponty, ne se sentait concerné par l’histoire ; il s’agissait pour eux de justifier leur existence, et à cette fin, il leur suffisait d’« écrire, de faire de beaux livres ». Si la lutte du prolétariat était une bonne chose pour le prolétariat, ce n’était pas l’affaire des intellectuels. Sartre aimait à dire que s’inscrire au PC était pour le prolétaire l’unique voie de salut, mais que pour l’écrivain, d’autres chemins étaient possibles. Lui-même n’avait jamais voté (pas même pour les élections du Front populaire), et n’avait pris sa carte syndicale qu’à regret. Selon de Beauvoir, il craignait de perdre toute liberté dans un régime socialiste.
Dans le roman La Nausée de Sartre (1938), la relation sociale fondamentale et structurante reste celle qui oppose l’intellectuel à l’ensemble des positions de la classe dominante. Au bourgeois, qui s’identifie avec ce qu’il est et avec ce qu’il a (propriétés, titres, rôles), fait face l’intellectuel, chez qui le dénuement et la perte, convertis en renoncement électif, sont le prix et forment la preuve d’une indétermination sociale, laquelle est la condition de la seule véritable vertu, la lucidité. Seul celui qui refuse toutes les positions sociales peut se soustraire à leurs inévitables limitations et ainsi accéder à la vérité. L’intellectuel, ce solitaire radicalement spolié de tout, jusqu’à devenir conscience impersonnelle, acquiert par là le pouvoir de « regarder en face l’Existence ». Roquentin, personnage central du roman, est le seul à se démarquer de tout, même de ses souvenirs et de ses propres idées. Étranger à tout, il n’est à sa place nulle part, se sent injustifié et injustifiable, mais arrive en contrepartie à être libre, à voir et à savoir. Dans les écrits littéraires sartriens de cette époque (La Nausée, Le Mur), la misère sociale de l’intellectuel se trouve transfigurée en signe d’élection, et l’exil et la solitude de l’intellectuel dans le monde sont érigés en la condition et en la preuve de sa grandeur par rapport à tout autre groupe social. Face à la bourgeoisie et au prolétariat, tous deux réduits à un arrière-plan flou, les personnages principaux sont tous des intellectuels, comme l’indiquent leur façon de penser et de vivre et typiquement aussi l’absence de marques socio-professionnelles explicites, et sont pensés comme indéterminés, distants de toutes les classes et irréductibles aux déterminations de classe (et, partant, libres vis-à-vis de la discipline et des dogmes du PC). Quant au peuple, il est « tout juste un envers », l’envers de la bourgeoisie, mais tout aussi « inhumain »,. Ainsi, dans sa phase abstraite, la « philosophie de la contingence », bien que semblant rompre les ponts avec la bourgeoisie, demeurait sans liens avec le prolétariat et apparaît avant tout comme une idéologie révélatrice du déracinement et de la solitude dans la société d’un certain nombre d’intellectuels.
La classe en tant que telle, conçue comme une collectivité de consciences, ne peut se transformer en sujet, sinon de façon illusoire, p. ex. dans le projet individuel d’un chef, où ceux qui le suivent choisissent de se perdre dans cette objectivité,. « Être libre » signifie « se déterminer à vouloir (au sens large de choisir) par soi-même », étant entendu que « le succès n’importe aucunement à la liberté ». Toute reconnaissance des conditions objectives de la classe et de l’action politique apparaît à Sartre comme une démission qui précipite le prolétariat dans la passivité et le fixe en classe-chose.
Pour autant, dans ces œuvres de jeunesse, l’humanité n’est jamais indifférenciée, mais subdivisée en catégories qui sont, à y regarder de près, des catégories sociales, ordonnées par une hiérarchie implicite, fondée non sur quelque idée métaphysique, mais sur la représentation que l’écrivain se fait de la structure sociale et de la place, éminente, qu’il y occupe. Ces œuvres sont l’expression littéraire de ce que l’essayiste Anna Boschetti a nommé l’« idéologie mandarinale ». L’homme, dont Sartre célèbre dans l'Être et le Néant (1943) la grandeur, n’est donc pas l’homme en général, mais un cas particulier, à savoir l’intellectuel tel que vu par Sartre : un paria sublime, libre et impuissant, lucide et misérable, qui tient le monde à distance, en commençant par soi-même. Les intellectuels, en tant que membres de la bourgeoisie, mais exclus, comme le peuple, du pouvoir économique et politique, sont voués à un sentiment de classe incertain et instable, oscillant entre identification avec les dominants et solidarité avec les dominés, et éprouvant un sentiment de distance et de supériorité par rapport au monde social.
Pour le Sartre de l'Être et le Néant, comme du reste pour toute la tradition spiritualiste, le social reste fondamentalement une réalité inquiétante. Assimilé au corps et à la matière, il est le principe négatif qui menace la pureté transparente de la conscience et sa liberté, et provoque une répugnance viscérale. Le corps, le passé, la société se présentent comme des obstacles, et la perspective historique et sociologique, qui ramène l’individu à des événements collectifs et aux propriétés d’une classe, apparaît comme une incongruïté. Le social, en tant que réalité qui, à l’image du corps, suggère l’idée que ce qui est ontologiquement inférieur puisse exercer un pouvoir sur ce qui est supérieur, et le matérialisme, qui est l’« explication du supérieur par l’inférieur », n’inspirent à Sartre que répulsion,. Tenir compte des conditions et des conditionnements de l’existence implique pour Sartre de les maintenir à distance, et de démontrer que la liberté peut toujours et doit les transcender.
La vocation de l’artiste consiste, pour le Sartre de cette période, à dépasser la contingence du monde en la mettant en lumière, en la transformant en spectacle et en la faisant reconnaître comme irrémédiable, tout en la tenant à distance. Au pessimisme sartrien sur le monde se conjugue un optimisme quant à la capacité de l’écrivain à le transcender : l’art justifie la vie, malgré l’inanité de celle-ci et son irrémédiable finitude, parce qu’il la nie et en dépasse les limites dans la toute-puissance de l’écriture. L’écrivain entend y parvenir par le renoncement à toute réussite mondaine, l’indétermination sociale et la faculté de voyance, qui fonde la supériorité de l’écrivain sur le monde. Une aspiration semblable se retrouve chez Flaubert.
Dans l'Être et le Néant, le marxisme est à peine cité ou seulement indiqué allusivement. Certes, dans le même temps, et depuis longtemps, pesait confusément sur la pensée de Sartre ce que lui-même appelait « la réalité du marxisme, la lourde présence, à son horizon, des masses ouvrières [...], qui vivaient le marxisme, qui le pratiquaient, et qui exerçaient à distance une irrésistible attraction sur les intellectuels petits-bourgeois ». Ce qui donnait son poids au marxisme, ce n’étaient donc pas les écrits de Marx, mais le « prolétariat comme incarnation et véhicule d’une idée » et une société où, avec le Front populaire, les organisations qui se réclamaient du marxisme avaient brusquement révélé leur importance et qui, apparaissant comme le nouveau moteur de l’histoire, exerçaient sur les intellectuels une séduction grandissante. Dès 1934, Sartre qualifiait le matérialisme historique de « méthode de travail féconde » et devait bientôt forger un ensemble de concepts théoriques appelés plus tard à sous-tendre une future pratique politique. En outre, les philosophies existentialistes, sous l’influence de la philosophie allemande dont elles procédaient, voulaient aussi figurer comme une connaissance « concrète », non conceptuelle, qui touche « les choses mêmes », comme dépassement de la ségrégation académique de la philosophie, et comme une pensée totale, pouvant prétendre dominer l’ensemble de l’activité intellectuelle, englober toutes les vérités, et réconcilier sens commun, littérature et science. Mais pour l’heure, l’action définie par Sartre, notamment dans l’Être et le Néant, se concevait seulement comme action individuelle, encore qu’inscrite dans l’histoire. La notion de praxis demeurait brouillée, la question des classes sociales et de leur lutte était à peine esquissée, souvent occultée. Quant aux rapports avec autrui, qui pouvaient, si ce n’est fonder une analyse des classes, du moins l’amorcer, ils n’étaient guère conçus que sous l’angle du négatif.

### L’existentialisme pendant la guerre et dans l’immédiat après-guerre: l’engagement
Dans l'Être et le Néant, l’intransigeance morale de la responsabilité, qui découle de l’affirmation de la liberté « inconditionnée », comporte un élitisme implicite. Chaque homme « porte le poids du monde et de soi-même » ; « quel que soit notre être, il est choix ; et il dépend de nous de nous choisir comme ‘grand’ ou ‘noble’ ou ‘bas’ et ‘humilié’. », Si « s’arracher au monde » ou y rester emprisonné relève du libre arbitre, la résignation du prolétaire qui ne se « choisit » pas révolutionnaire se transforme en faute. Ce volontarisme éthique exacerbé fonde une morale aristocratique, destinée à demeurer une révolution en pensée, car se dégradant dès qu’elle veut se faire réalité,. Cette ambivalence sert de prémisse philosophique parfaite à la « sympathie sans adhésion » envers le marxisme et le PC qui sera la future formule de l’engagement. La lecture que dans l'Être et le Néant Sartre fait de l’histoire de la philosophie a pour effet idéologique d’expulser l’histoire et de transformer les notions philosophiques en idées absolues, indépendantes des conditions historiques de production. Sartre rappelle que le discours philosophique peut se placer dans « une sorte de dialectique intemporelle » qui permet de faire abstraction de la chronologie.
Comme contributeur à la NRF, Sartre allait basculer de préoccupations surtout esthétiques vers des préoccupations principalement morales et politiques, et de l’accent mis sur la contingence et la solitude vers l’accent mis sur la liberté et l’histoire collective. Se dessine ainsi un itinéraire conduisant de l’absurde à l’engagement, de la primauté de la forme à celle de la communication « prophétique ». Symptomatiquement, la défaite républicaine en Espagne, l’Anschluss, la fin du Front populaire en France et la violence des organisations fascistes amenèrent Sartre et ses amis intellectuels de gauche à lire L'Espoir de Malraux avec une passion qui débordait de loin la littérature. Le climat collectif imposait alors aux écrivains une attention dramatique aux rapports de l’individu avec la société et avec l’histoire,. L’engagement politique retentissant des plus illustres écrivains français pendant le Front populaire et la signification que certaines recensions dans la presse lui avaient permis de déceler dans La Nausée avaient concouru à faire sortir Sartre du solipsisme de ses premiers personnages. Enfin, la guerre avait été nécessaire, en particulier la brutale prise de conscience qu’avaient provoquée les accords de Munich, pour qu’enfin les futurs existentialistes « se sentent dans le coup » et pour qu’ils s’avisent qu’ils étaient compromis jusque dans leur retraite et responsables de ce qu’ils s’étaient abstenus de faire.
Dès 1938, puis pendant l’Occupation, Sartre songeait à l’après-guerre et était résolu désormais à prendre place dans le combat politique et à fonder une morale nouvelle où l’homme assumerait sa situation pour la dépasser. L’engagement, à partir duquel toute une morale politique allait être élaborée, était un acte conscient, perpétuellement remis en question, découlant de la conviction que l’homme n’existe qu’engagé, et que ne pas s’engager, c’est laisser sa vie délibérément sur la voie où elle paraît aiguillée primitivement, donc s’engager encore.
Vu ses antécédents, la conversion de Sartre à l’engagement fait figure de véritable tournant par rapport à l’« homme seul » de la Nausée. Toutefois, cette conversion, note Anna Boschetti, « n’implique pas un dépassement de l’idéologie mandarinale ». Ce qu’ont en commun ces deux modèles à première vue contradictoires, — le spectateur à l’écart et le guide moral —, c’est la représentation charismatique de l’écrivain. « L’ambiguïté qui caractérise le sentiment de classe des intellectuels, et l’idée d’être une caste particulière, autorisent en réalité les deux solutions. Une aristocratie de l’intelligence est libre de se tenir à l’écart comme de s’attribuer une sorte d’investiture pour éclairer ses contemporains ».
Avec la guerre, la mobilisation, puis surtout avec le séjour en camp de prisonniers, l’engagement politique, sous la forme de la solidarité antifasciste, devint effectif. À son retour de captivité, Sartre décida de s’unir avec les antinazis qu’il connaissait pour organiser la résistance. Avec Simone de Beauvoir, Jean Pouillon et d’autres, il fonda un mouvement dénommé Socialisme et Liberté, composé d’intellectuels sans expérience de l’action, et bientôt réduit à la plus totale impuissance. Cette initiative ne reposait pas, pour Sartre et de Beauvoir, sur une doctrine de l’engagement toute constituée, et leurs intentions n’étaient pas totalement franches de tout idéalisme. Dans sa pièce Les Mouches, de 1943, Sartre laisse entendre qu’une liberté sans attache et sans choix n’est que duperie, que l’Histoire est matérielle et pesante, que pour dévier son cours et marcher vers un progrès il faut souvent du sang. Le héros cesse donc de se voir comme extérieur aux hommes et à leur histoire.
Après la Libération, Sartre se garda donc d’agir comme Oreste, le personnage des Mouches. Entendant bien ne pas retomber dans une inaction aveugle ou dans une fausse retraite esthétique, et refusant de renouer avec une pensée spéculative en retard sur la pratique et sur la réflexion politique, il se proposait à présent de militer parmi les hommes et avec les hommes. Décidés à ne pas dépasser abstraitement leur situation au lieu de l’assumer et de rejoindre à travers elle le combat des hommes, Sartre, Merleau-Ponty et de Beauvoir ne craignaient plus désormais que « leurs choix ou leurs actions restreignent leur liberté, puisque le choix et l’action nous libèrent seuls de nos ancres »,. Pénétré de la nécessité de radicaliser et d’historiciser par la praxis la théorie de la liberté, Merleau-Ponty déclarait à la fin de Phénoménologie de la perception :

« Donnerai-je ma liberté pour sauver la liberté ? Il n’y a pas de réponse théorique à [cette] question. Mais il y a ces choses qui se présentent, irrécusables, il y a cette personne aimée devant toi, il y a ces hommes qui existent esclaves autour de toi, et ta liberté ne peut se vouloir sans sortir de sa singularité et sans vouloir la liberté. Qu’il s’agisse des choses ou des situations historiques, la philosophie n'a pas d’autres fonctions que de nous rapprendre à les voir bien, et il est vrai de dire qu’elle se réalise en se détruisant comme philosophie séparée. »

Sur la plan littéraire, Sartre, prétendant dépasser ses prédécesseurs, voulait s’inscrire dans la ligne du roman social, celui de Proust, de Zola ou de son ami et rival Nizan. Ce dernier, auteur d’Antoine Bloyé (1933), première tentative en France de transposer Marx et Freud en littérature et de mettre en lumière le poids des déterminations de classe sur la trajectoire individuelle, figure par son engagement politique comme l’un des modèles concrets ayant insufflé à Sartre l’urgence de faire place au social et à l’histoire. S’y ajoute l’influence de la pensée de Heidegger qui, sous une forme sublimée, est une ontologie entièrement politique, dense d’effets émotionnels, expression elle aussi d’une conjoncture tragique, et fournit à Sartre un modèle adéquat pour penser et formuler sa propre expérience.
Le centre de ses romans n’allait plus être occupé par la contingence, mais par son renversement positif, la liberté humaine. Créer des personnages libres et pourtant historiques et marqués par le social est alors pour Sartre, au titre de première forme d’engagement et de réponse à la pression des événements sur la littérature, le projet où pourraient converger ses préoccupations formelles et philosophiques d’une part, et la nouvelle exigence de montrer comment la liberté de l’individu se concilie avec la « contrainte insinuante de l’histoire » d’autre part. Ainsi que le souligne l’essayiste Claudine Chonez, la conversion à l’histoire, commencée avec le récit d’une liberté manquée (L'Enfance d'un chef), demande désormais, avec les Chemins de la liberté, d’« opposer la construction à la démolition et une raison de vivre à la nausée d’exister », d’où la « véritable résurrection, de la nausée à l’ardeur » qu’expriment, par rapport à Roquentin, les nouveaux héros imaginés par Sartre,. Après L'Âge de raison, roman qui présente selon Sartre le défaut d’être un ouvrage husserlien, incapable de « faire sentir que nous sommes dans un âge fondamental »,, l’auteur plaça le deuxième volume de la série, Le Sursis, dans la nouvelle perspective, dont la préoccupation principale était de faire sentir la solidarité des destins individuels avec une insaisissable totalité historique qui se dessine en eux, les sous-tend, les oriente et les imprègne de son sens. La subordination de la réussite littéraire à la valeur éthique était affirmée de plus en plus clairement. Dans une interview de décembre 1944, Sartre déclara :

« La morale, voilà, en effet, quelle est ma préoccupation dominante, et telle elle fut toujours. [...] Le beau, je ne l’ai jamais cherché. D’un livre que je fais, je voudrais qu’on dise qu’il est, et non pas qu’il est beau. [...] Dire l’être, voilà ce qui importe ! »

Ainsi, à partir de 1945, la fonction idéologique — communication et prophétie — l’emporte sur les préoccupations formelles, comme en témoignent les premières tentatives théâtrales, où Sartre s’appliqua manifestement à communiquer une problématique : Bariona (1940), Les Mouches sont des appels à la résistance, alors que Huis clos (1943) illustre encore le rapport avec l’Autre tel qu’il est exposé dans L'Être et le Néant.
Dans Présentation des Temps modernes, Sartre ne se borne pas à proclamer, à l’encontre de Gide, la fonction morale et politique de la littérature, il souligne d’autre part la rupture qu’une telle conception représente par rapport à toute la tradition, et entend la faire reconnaître comme seule légitime, comme le point de vue d’où il y a lieu désormais de relire et juger le passé. Les rares antécédents qu’il se reconnaît désormais et qui échappent à sa condamnation sont Voltaire, Zola et le Gide du Voyage au Congo, préfigurations d’un modèle qu’il aspire à porter à sa perfection. L’exigence d’une pensée plus « concrète », qui laisse place à des expériences individuelles et collectives de conflit et d’angoisse, apparaît plus généralement comme le trait commun des pratiques et des œuvres de la génération de Sartre.

### Doctrine de l’engagement
À l’issue des élections de 1945, le PC était devenu le premier parti de France. Jamais l’idée d’une mission du prolétariat en tant que classe universelle, et d’une victoire inéluctable du PC en tant qu’expression nécessaire et exacte du prolétariat, n’a paru aussi proche d’une vérification historique en France. Si la guerre et les choix dramatiques imposés par l’Occupation avaient assurément été pour Sartre et les autres intellectuels le détonateur de l’engagement, cette nouvelle légitimité du PC figure comme le facteur fondamental qui, à partir de la Libération, devait imprimer une direction plus précise à leur engagement. Pour les intellectuels comme Sartre et de Beauvoir, portés à la solidarité avec les dominés sous l’effet de leur antagonisme contre la bourgeoisie, le PC était l’incarnation du sens de l’histoire. Ce pouvoir de séduction de l’« Esprit objectif », ajouté au sentiment sincère de culpabilité que suscitait l’image des « déshérités » en marche derrière le « Parti », suffit à expliquer le tabou qui allait peser sur l’anticommunisme. D’autre part, le sens et la validité du marxisme, de l’action politique, de l’existence et du matérialisme historique semblaient pour les existentialistes suspendus au succès de l’expérience soviétique comme à une épreuve décisive. Il faudra attendre la fin de 1949 pour que Les Temps modernes commencent à mettre en cause l’intangibilité dont jouissait le PC. Cependant, si l’alliance avec le parti des dominés semblait inéluctable aux intellectuels, ceux-ci restaient réticents à donner leur complète adhésion : la discipline d’une organisation particulièrement rigide était inacceptable pour celui qui mettait son honneur dans le libre exercice de la pensée, et il était difficile, pour qui envisageait l’homme comme sujet, irréductible à une série ou à une classe, de s’identifier avec le parti des « masses ». De surcroît, les philosophes du PCF appliquaient une politique culturelle dogmatique et dirigiste.
Contre le marxisme tel que professé par le PC, Sartre tenait à préserver la dimension humaine de l’homme et n’avait pas renoncé à son ancien projet d’écrire une morale, en dépit de son ralliement à l’idée de praxis, et ne voulait pas abandonner les conceptions de l’intégrité, de l’existence, de la liberté, élaborées naguère dans L'Être et le Néant,. Les objections déjà implicites dans cet ouvrage, en particulier l’incapacité d’un matérialisme objectiviste à fonder le mouvement révolutionnaire, furent développées plus avant. Sa formule de l’engagement formalisait la relation objective entre le positionnement de Sartre et celui du PC, relation où Sartre gardait intacte son autorité intellectuelle et maintenait une manière d’être en accord avec la Révolution, non seulement sans adhérer au PC et sans rien lui concéder, mais encore en transcendant le Parti et en gardant une distance philosophique par rapport au marxisme. Cette attitude servira de principe structurant de tous les actes de l’engagement de Sartre au cours des vingt années suivant la Libération. Dans L'existentialisme est un humanisme (1946), il argue :

« Cette théorie [l’existentialisme] est la seule à donner une dignité à l’homme, la seule qui n’en fasse pas un objet. Tout matérialisme a pour effet de traiter tous les hommes, y compris soi-même, comme des objets, c’est-à-dire comme un ensemble de réactions déterminées, que rien ne distingue de l’ensemble des qualités et des phénomènes qui constituent une table ou une chaise ou une pierre. Nous voulons constituer précisément le règne humain comme un ensemble de valeurs distinctes du règne animal. »

Face au malaise, à l’incertitude de l’écrivain contemporain quant à son rôle, à son « complexe d’infériorité envers les ouvriers », il importait pour Sartre de réhabiliter la littérature au regard de la révolution en marche, qui la soupçonnait d’inutilité. Il se mit donc en devoir de neutraliser la culpabilisation que le parti, en agitant le dogme de l’action, avéré par la Résistance, exerçait à l’égard des intellectuels pour discréditer ceux qui privilégiaient l’activité intellectuelle. Sartre riposta en soutenant que la pensée et la littérature étaient non seulement action en soi, mais même la forme suprême de l’action. L’action de l’intellectuel, consistant à révéler le monde, est non seulement nécessaire mais suffisante à le transformer. L’intellectuel engagé acquiert une forme de pouvoir sur le monde et peut s’ériger en démiurge : « notre intention est de concourir à produire certains changements dans la société qui nous entoure »,. Cette thèse sous-tend le premier manifeste de l’engagement existentialiste, la « Présentation des Temps modernes », et allait rester l’une des directions principales de la pensée de Sartre de 1945 à 1947. Pour légitimer la littérature, Sartre s’efforçait d’en imposer une nouvelle définition, présentée comme sa véritable essence :

« Et nous n’avons pas envie de parler pour ne rien dire. Le souhaiterions-nous, d’ailleurs, que nous n’y parviendrions pas [...]. Tout écrit possède un sens, même si ce sens est fort loin de celui que l’auteur avait rêvé d’y mettre. »

Non seulement écrire a toujours un sens, mais c’est en soi une action :

« Serions-nous muets et cois comme des cailloux, notre passivité même serait une  action [...]. Chaque parole a des retentissements. Et chaque silence. »

De là vient la responsabilité de l’écrivain, l’affirmation d’une mission spécifique, capitale pour la société, à savoir « faire entrevoir les valeurs d’éternité qui sont impliqués dans ces débats sociaux ou politiques ». L’écrivain n’est pas tenu à l’action ordinaire, à la politique, à l’adhésion à un parti :

« Notre revue prendra position dans chaque cas. Elle ne le fera pas politiquement ; c’est-à-dire qu’elle ne servira aucun parti. [...] Elle s’efforcera de dégager la conception de l’homme dont s’inspireront les thèses en présence et elle donnera son avis conformément à la conception qu’elle soutient. »

De plus, poser que la littérature est déjà intrinsèquement politique constitue la meilleure façon de la dispenser de la politique au sens étroit où le PC voudrait l’enchaîner.
En somme, la doctrine de l’engagement permettait aux intellectuels de se donner une bonne conscience révolutionnaire non seulement sans entrer au PC et sans obéir à ses consignes, mais aussi en réaffirmant avec force leur destin d’élection. En effet, en mettant l’intellectuel au service du prolétariat en 1945, Sartre était loin de renoncer à l’élitisme d’avant-guerre, en dépit du vernis d’universalisme. L’intellectuel engagé est seul à même d’aider les masses à se libérer et d’assumer la responsabilité morale prêchée par Sartre, cette « morale d’écrivain » qui « engage l’humanité entière »,.
Avec notamment l’initiative politique du RDR de 1948, qui était une tentative de sortir de l’engagement indirect et vague (à travers la littérature) théorisé pendant la phase précédente, Sartre allait poursuivre l’utopie d’une action des intellectuels, indépendante, en pleine guerre froide, de la politique de parti, et développer cette position idéologique au travers surtout de son théâtre et de la future revue, instrument idoine pour réaliser cette intervention directe sur tous les fronts de l’actualité. Dans la Présentation est énoncée la formule suivante :

« Tel est l’homme que nous concevons : homme total. Totalement engagé et totalement libre. C’est pourtant cet homme libre qu’il faut délivrer, en élargissant ses possibilités de choix. »

Par le poids de l’histoire, la séparation entre culture et politique s’était évanouie et la politique était devenue « pensable », objet philosophique légitime, ainsi qu’en témoignent les ouvrages de la maturité (Critique de la raison dialectique et L'Idiot de la famille), où dans la praxis individuelle une place bien plus grande est attribuée au conditionnement social que dans L'Être et le Néant.

### Les Temps modernes comme outil de l’engagement
La revue Les Temps modernes fut fondée en décembre 1944 par Jean-Paul Sartre et Maurice Merleau-Ponty en réaction contre leurs propres erreurs de l’avant-guerre, en particulier des années 1938-1939. En effet, ceux qui allaient devenir les « existentialistes » étaient, quoique ayant « le cœur à gauche »,, et bien que ressentant une « sympathie de principe » pour le prolétariat, une admiration lointaine pour l’Union soviétique et une certaine attirance pour le PC, restés « apolitiques et réfractaires à tout engagement », et faisaient montre d’une inaction totale, exerçaient une liberté pour rien, étaient animés de sentiments abstraits, et manifestaient au fond un désintérêt pour la chose sociale. Selon la formule de Simone de Beauvoir, leur « hostilité à la bourgeoisie demeurait individuelle, donc bourgeoise ».
Puisque la théorie ne se concevait qu’en fonction d’une pratique, les Temps modernes ambitionnaient d’être à la fois l’expression et le moyen de cette pratique. Les revues Esprit, Confluences, Poésie 44, présentaient certes de l’intérêt pour les existentialistes, mais n’exprimaient que très insuffisamment leur temps. Aux dires de Sartre :

« La revue, nous y rêvions depuis 1943. Si la vérité est une, il faut [...] ne la chercher nulle part ailleurs que partout. Chaque produit social et chaque attitude — la plus intime et la plus publique — en sont des incarnations allusives. [...] Nous serions des « chasseurs de sens », nous dirions le vrai sur le monde et sur nos vies,. »

Pour Sartre, le philosophe doit se montrer capable d’interpréter directement le quotidien et l’éphémère, et d’élever le reportage à la dignité intellectuelle. Pour mordre sur l’histoire, il était nécessaire de fixer le rôle de l’intellectuel, d’en donner une définition à la fois objective et normative, savoir : s’attacher à dévoiler la réalité, mais aussi tenter, en assumant ce rôle, de le dépasser. De là vient que Les Temps modernes allaient être conçus comme une entreprise de dévoilement, apte à apporter le changement. Sartre insistait :

« L’écrivain est « dans le coup » quoi qu’il fasse, marqué, compromis, jusque dans la plus lointaine retraite. Si, à de certaines époques, il emploie son art à se forger des bibelots d’inanité sonore, cela même est un signe. [...] C’est que les classes dirigeantes l’ont aiguillé sans qu’il s’en doute vers une activité de luxe, de crainte qu’il s’en aille grossir les troupes révolutionnaires. »

Loin d’être un quiétisme et un nihilisme, l’existentialisme définissait l’homme par l’action ; s’il le vouait à l’angoisse, raisonne de Beauvoir, « c’est dans la mesure où il le chargeait de responsabilités ». Dans une série d’articles publiés entre février et juillet 1947 et regroupés ensuite dans Qu'est-ce que la littérature ?, Sartre devait approfondir cette décision d’action volontaire, ainsi que sa critique des écrivains d’avant-guerre et de leur indifférence, laquelle se ramenait en réalité à une complicité :

« L’écrivain « engagé » sait que la parole est action : il sait que dévoiler c’est changer et qu’on ne peut dévoiler qu’en projetant de changer ». »

Les existentialistes des Temps modernes allaient s’efforcer de donner corps à cette action, afin d’éviter un formalisme qu’ils n’avaient cessé de rejeter, une pseudo-morale de l’action pour l’action, qui dénaturerait l’action en gestuelle et en jeux intellectuels.
Pour les Temps modernes, les solidarités politiques s’imposent au premier chef, et c’est le camp de la démocratie que la future équipe des Temps modernes allait choisir résolument, d’une démocratie dynamique capable de changer les structures économiques et sociales de la France ; en même temps était fustigée la notion de « révolution par la loi », qui n’est « qu’une tentative pour prolonger ce qu’en même temps on déclare abolir »,. Est à rejeter aussi la morale individualiste, où chaque homme crée lui-même ses propres valeurs, seul dans le délaissement, et où l’on ne peut choisir pour les autres et où les autres ne peuvent rien pour nous. C’est pourquoi Sartre surajouta à ce libre choix totalement individuel un critère parfaitement universel : la vérité, où le jugement moral est défini d’abord comme un jugement de vérité ; ainsi, au nom de la logique, y aura-t-il lieu de condamner la mauvaise foi et l’incohérence.
Cependant, cette justification d’une politique démocratique pouvait apparaître faible, car on ne jette pas les bases d’un socialisme en faisant abstraction de la notion de classe, et une liberté concrète ne saurait être définie sans prendre comme point de départ absolu le travail de l’homme et ses besoins. Une morale de la praxis ne saurait se déduire en dehors de toute considération sociale et historique. Mais chez Sartre, pendant la guerre, le conflit des consciences restait le conflit essentiel, et la lutte des classes n’était que la manifestation de cette lutte originelle des consciences, qui n’était pas encore conçue par lui comme un conflit d’intérêts matériels irréconciliables. Au contraire, Merleau-Ponty, sensible au poids de la réalité, à la quête d’un marxisme affranchi de dogme, mettait en avant l’homme historique et fondait ses analyses sur une philosophie de l'histoire, et, « marxiste faute de mieux », espérait que se vérifierait la théorie marxiste du prolétariat. C’était lui qui en réalité allait assurer dans un premier temps la direction politique de la revue. Cependant, en décembre 1944, Sartre déclara enfin : « la lutte des classes est un fait ; j’y souscris entièrement »,.
Aussi, la future revue allait-elle s’appliquer à lutter contre l’exploitation, contre le colonialisme et la guerre, contre les systèmes qui les engendrent, et serait-elle par conséquent révolutionnaire. Sartre, loin d’adhérer au réformisme, avait toujours conçu la vie politique comme un combat et était bien décidé à présent d’y prendre part. Si donc le choix avait été fait « de la liberté de la personne et de la révolution socialiste », il restait à déterminer les adhésions et les alliances, en ayant égard à ces deux volets.
Le manifeste publié au dos des ouvrages de la collection Temps modernes, dirigée par Merleau-Ponty et Sartre, est une proclamation d’intentions politiques générales et définit les tâches de l’intellectuel de gauche nouveau :

« Cette collection, comme la revue dont elle porte le nom, se propose de lutter contre l’esprit pathétique et prophétique, chaque jour plus répandu, qui exige de nos contemporains des choix aveugles, des engagements torturés. Il n’est pas vrai que le monde soit divisé en deux empires, celui du bien et celui du mal. [...] La comédie de l’Histoire, l’échange des rôles, la frivolité des acteurs n’empêchent pas de discerner une action assez claire, pourvu seulement qu’on se soucie de savoir ce qui se passe plutôt que de nourrir des phantasmes, pourvu qu’on distingue l’angoisse de l’anxiété et l’engagement du fanatisme. »

En janvier 1946, Merleau-Ponty donnait du groupe des Temps modernes la définition politique suivante :

« Nous devons prendre garde que rien, dans notre action, ne contribue à freiner le mouvement prolétarien s’il renaît à travers le monde. S’il y a grève, être pour les grévistes. S’il y a guerre civile, être pour le prolétariat, faire ce qui dépend de nous pour éviter le conflit entre les États-Unis et l’URSS. En somme, la politique effective du PC. Reconstruire avec le prolétariat, il n’y a pour le moment rien d’autre à faire. Simplement, nous ferons cette politique d’attente, sans illusions sur les résultats que l’on peut en espérer et sans l’honorer du nom de dialectique. »

Concernant le titre de la revue, de Beauvoir donne le récit suivant :

« Nous cherchâmes un titre. [...] Le titre devait indiquer que nous étions positivement engagés dans l’actualité : tant de journaux, depuis tant d’années, avaient eu le même propos qu’il ne restait guère de choix ; on se rallia à Temps modernes ; c’était terne, mais le rappel du film de Charlot nous plaisait. [...] Et puis, disait Paulhan, [...] il est important qu’on puisse désigner une revue par ses initiales, [...] or T.M. sonnait assez bien. »

## Fondation et débuts
En décembre 1944, un comité directeur fut constitué qui comprenait (par ordre alphabétique) Raymond Aron, Simone de Beauvoir, Michel Leiris, Maurice Merleau-Ponty, Albert Ollivier, Jean Paulhan et Jean-Paul Sartre. À ce comité d’origine, André Malraux et Albert Camus refusèrent de participer, chacun pour des raisons différentes. En octobre 1945 paraissait le premier numéro. La revue élut domicile au no 36, rue de l’Université à Paris.
Les Temps Modernes ont paru chez Gallimard d’octobre 1945 à décembre 1948, chez Julliard de janvier 1949 à septembre 1965, aux Presses d’aujourd’hui d’octobre 1965 à mars 1985, et enfin de nouveau chez Gallimard à partir d’avril 1985.
Avec Les Temps modernes, Sartre reproduit, en le modernisant, le dispositif créé entre les deux guerres par André Gide avec la NRF, c’est-à-dire la conjonction entre un écrivain arrivé au sommet de sa consécration et une revue. La présence de Paulhan dans le comité de rédaction et le choix de Gallimard comme éditeur dénotent un rapport de succession et de continuité par rapport à la NRF. La revue, en tant qu’institution, joue désormais, dans l’après-guerre en France, un rôle essentiel dans la conquête et la conservation de l’influence intellectuelle. En réunissant des noms sous sa couverture, la revue les constitue en un groupe visible et délimité, en un ensemble structuré et structurant, habilité à décider des admissions, des exclusions et des consécrations, et permettant à l’intellectuel, censé ne manquer aucun des problèmes de son temps, de disposer d’une tribune régulière.
Socialement, la revue, transformée en une entreprise collective au service de l’existentialisme, était pour Sartre un instrument décisif pour renforcer sa position, et à l’origine de la soudaine transmutation en 1945 de la réussite personnelle de Sartre en un événement collectif, et de l’existentialisme en une « école de pensée ».
Les Temps modernes allaient bientôt adopter une ligne proprement politique, Beauvoir soulignant que

« se placer sur le plan politique, c’est s’arracher à sa situation individuelle, c’est se transcender vers les autres et transcender le présent vers l’avenir ». »

L’action politique envisagée par la revue devait s’affirmer en dehors de l’idéalisme bourgeois et consister d’abord à lutter contre le capitalisme, contre les séquelles de la guerre et contre les incertitudes de la situation de paix vacillante de l’après-guerre. Dès décembre 1945, la revue s’élevait contre les conceptions politiques du général de Gaulle. Pourtant, pendant la première année de la revue, l’analyse gardait encore le pas sur les prises de position.
En juin 1946, Les Temps modernes se séparaient de Raymond Aron et d’Albert Ollivier. Sartre et Merleau-Ponty, devant la montée de la guerre froide, affirmaient qu’en cas de conflit, et probablement la mort dans l’âme, ils se rangeraient du côté de l’URSS, alors qu’Aron, placé devant un choix semblable, pencherait vers les États-Unis,.
À propos de la « Présentation » de Sartre pour le premier numéro des Temps modernes, Gide parle de « progrès vers la barbarie » et évoque le spectre de l’art de parti prévalant en URSS.
Avec Camus, Sartre entretint une étroite amitié, et le journal Combat de Camus était une des publications les plus liées aux Temps modernes et à Sartre, dans un rapport assidu d’échange et de collaboration, rapport qui allait ensuite se détériorer progressivement, jusqu’à la rupture lors de la publication de L'Homme révolté.

## Position desTemps modernesdans le paysage des revues philosophiques
Dans les années 1945-1950 eut lieu une profonde reconfiguration du panorama des revues tel qu’il avait été hérité de l’Occupation. De ce bouleversement, le principe déclencheur furent Les Temps modernes, nouveau paradigme de revue, dont la rédaction, regroupant les représentants des différentes formes de légitimité reconnues à l’époque, constituait un pôle d’attraction irrésistible pour tout intellectuel libre et non lié à une orthodoxie. La revue de Sartre réalisa en son sein une concentration du capital intellectuel de l’époque, jusqu’à détenir un quasi-monopole. Ne survécurent, en dehors des Cahiers du Sud, revue locale, que deux autres revues politiques : Esprit, porte-parole du catholicisme engagé, et Les Lettres françaises, sous l’égide du PC.
Les intellectuels dont la position était incompatible avec l’existentialisme, en particulier Blanchot, Klossowski, Koyré, Kojève, Ambrosino, Éric Weil, Jean Wahl et d’autres représentants de la philosophie universitaire tels que Vuillemin, Lévinas et Jankélévitch, allaient se retrouver dans Critique, revue fondée par Georges Bataille en 1946. La revue Deucalion, fondée la même année par Jean Wahl, ne connut qu’un succès limité, par suite de l’ambition des existentialistes à s’ouvrir à la totalité de l’expérience intellectuelle, ce qui tendait à ravaler la philosophie pure à un exercice académique. Les organes de l’intelligentsia catholique (Esprit, Témoignage chrétien) adhéraient à la même conception de la culture que celle proposée par Les Temps modernes, c’est-à-dire engagée et présente sur tous les fronts. La Nouvelle Critique, fondée en 1948, était une tentative de contre-chant communiste aux Temps modernes, mais, au rebours de la situation politique, la position dans le champ intellectuel ne sera pas occupée par les intellectuels du PC, la formation politique alors la plus forte, mais par Les Temps modernes, qui disposaient du plus important capital intellectuel.
Toutes ces revues avaient avec Les Temps modernes un rapport pratiquement unilatéral ; en lui consacrant des essais, des articles, des citations, elles manifestaient à son égard une vive attention, qui toutefois n’était pas réciproque, signe incontestable de l’hégémonie d’une revue qui pouvait se permettre l’indifférence envers les autres. La circulation des collaborateurs et les contributions occasionnelles d’une équipe à l’autre attestent la contiguïté entre Les Temps modernes, Esprit et Critique, encore que les échanges avec ce dernier apparaissent exceptionnels, et que c’étaient les collaborateurs de Critique qui contribuaient le plus souvent aux Temps modernes plutôt que l’inverse. La Nouvelle Critique, empêtrée dans un antagonisme impuissant s’exprimant à coups de continuelles agressions rageuses et insultantes, était totalement exclue de ce circuit.

## Collaborateurs
Les fondateurs des Temps modernes présentaient quelques caractéristiques communes, en particulier celle d’être nés et avoir grandi à Paris, dans des familles de la bourgeoisie intellectuelle (Sartre, Aron) ou militaire (Merleau-Ponty), ou de profession libérale (de Beauvoir), d’avoir fréquenté les plus prestigieux lycées parisiens et d’être normaliens (sauf Beauvoir qui fut, jusqu’à son entrée à la Sorbonne, élève d’institutions privées), et d’être tous des agrégés. Tous, à la différence des collaborateurs d’Esprit, occupaient déjà, au moment de la fondation de la revue, une position personnelle reconnue dans le champ culturel.
En 1946, on distingue : 
- La première rédaction, formée — outre de Sartre, Merleau-Ponty et de Beauvoir — de Michel Leiris, Raymond Aron, Albert Ollivier et Jean Paulhan.
- Le groupe des intimes, les collaborateurs qui assistent aux réunions : Jacques-Laurent Bost, Jean Pouillon, Jean-Bertrand Pontalis, Francis Jeanson, André Gorz, Claude Lefort, Colette Audry, Jean Cau, François Erval, René Guyonnet, Renée Saurel, Jean-Henri Roy, Roger Stéphane, Olivier Todd, Claude Lanzmann, Guy de Chambure.
- Les plus proches relations : René Étiemble, Pierre Uri, Boris Vian, Nathalie Sarraute, Jean Genet, Raymond Queneau, Richard Wright, etc.[131]

Quand plus tard la rédaction fut renouvelée, Les Temps modernes faisaient désormais déjà figure d’institution, dominée par Sartre et identifiée à son positionnement. Cet impérium sartrien (selon l’expression d’Anna Boschetti), qui régulait la rivalité entre les collaborateurs, faisait des rédacteurs non plus des concurrents, mais des amis, des disciples et des épigones de Sartre.
Aron eut dans les deux premiers numéros un rôle important, comparable à celui de Sartre et de Merleau-Ponty, et leur divergence apparaît, après un long parcours jusque-là presque parallèle, pour l’heure encore négligeable.

### Le noyau (Sartre, de Beauvoir et Merleau-Ponty)
Le triumvirat Sartre, de Beauvoir et Merleau-Ponty avait l’exclusivité des grands textes d’ouverture et se réservait la haute spéculation et la réflexion sur les tâches et le destin de l’homme contemporain, alors que les disciples assumaient la routine de la critique de l’actualité politique et culturelle ; ce quasi-monopole faisait que la revue était identifiée à ces trois chefs de file. Le noyau central resta le plus actif jusqu’en 1948 : leurs écrits avaient souvent valeur de manifeste, et leurs essais s’attachaient à définir la ligne des Temps modernes sur tous les terrains de l’existentialisme. En outre, il assurait directement le fonctionnement de la revue, procurant les contributions, les sélectionnant et accomplissant une grande partie du travail de rédaction.
Il y a cependant une nette différence quantitative entre les interventions de Merleau-Ponty (qui ne comprennent que deux longs essais) et celles de Sartre et de Beauvoir pendant la même période.

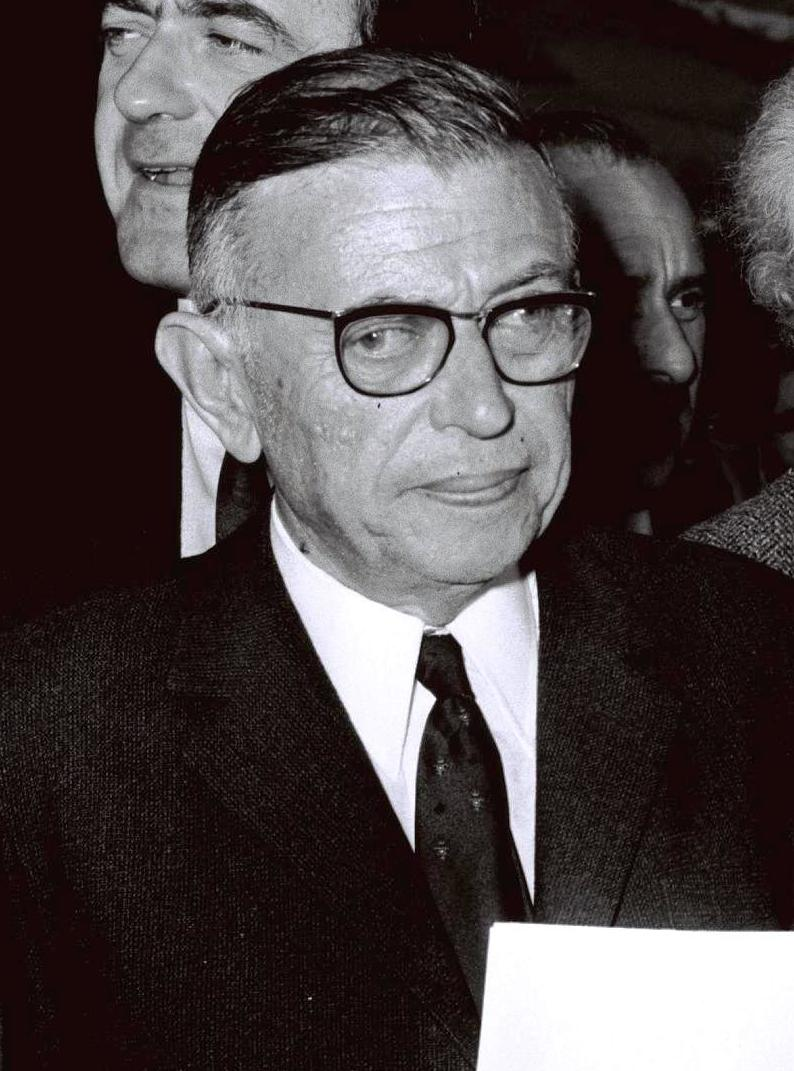
Jean-Paul Sartre.
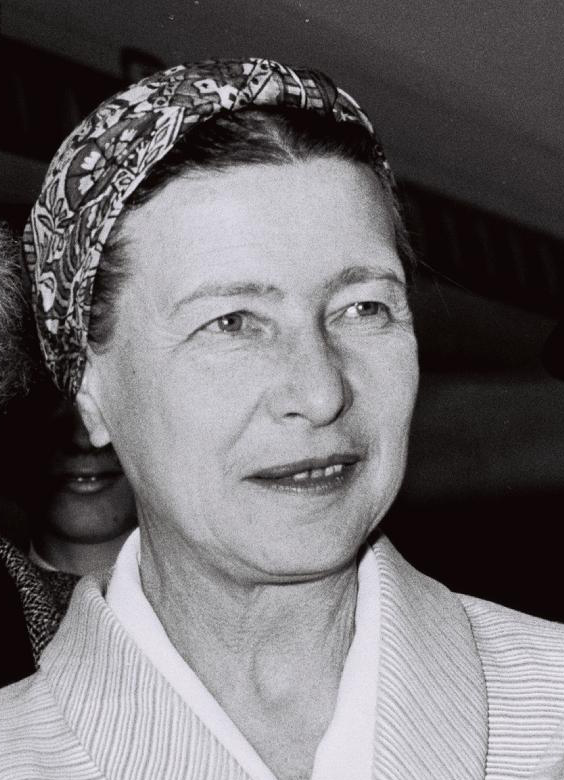
Simone de Beauvoir.
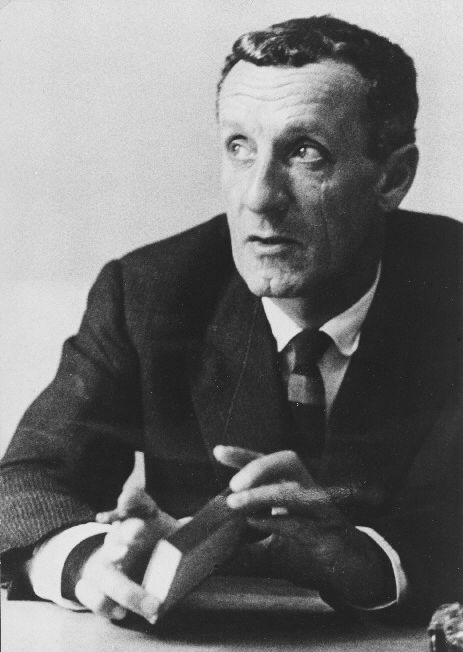
Maurice Merleau-Ponty.

#### Sartre
Exerçant une suprématie parmi les collaborateurs et une attraction gravitationnelle sur toutes les fractions, Sartre était celui qui, en fonction de ses affinités ou par homologie, choisissait et organisait les rencontres avec les avant-gardes consacrées, ou en voie de consécration, dans leurs secteurs respectifs (comme Camus, Queneau, Giacometti, Vian, Genet, etc.), rencontres d’où naissaient la plupart des collaborations. Il fit paraître dans Les Temps modernes jusqu’en 1952, outre la Présentation : le Portrait de l’antisémite, son essai sur Baudelaire, Qu'est-ce que la littérature ?, Les Mains sales, La Mort dans l'âme, son essai sur Genet, Le Diable et le Bon Dieu, et les Communistes et la Paix. Les principaux ouvrages doctrinaux que Sartre rédigea dans ces années-là furent publiés en plusieurs livraisons dans Les Temps modernes (notamment Matérialisme et Révolution, Qu’est-ce que la littérature ?), ouvrages par lesquels il accomplissait les tâches qui dès 1945 lui étaient apparues comme les deux faces complémentaires de ses préoccupations, à savoir : la critique du marxisme et la légitimation de la littérature comme activité intrinsèquement révolutionnaire. Ces apports à la revue ne sont pas sans s’accompagner d’une certaine perte de rigueur, dès lors que l’auteur cédait à la tentation des synthèses hardies, sans apporter des arguments et sans souci d’éviter les à-peu-près. Ces textes visaient également à une autolégitimation, la philosophie du sujet et de la liberté étant en effet proclamée la « seule philosophie cohérente ayant sur le matérialisme la supériorité d’être une description vraie de la nature et des relations humaines »,. Condamnant l’art pur, Sartre définissait la littérature comme l’appel « inconditionné » d’une liberté, celle de l’écrivain, à une autre liberté, celle du lecteur ; l’œuvre littéraire est un acte de générosité représentant toujours « la totalité du monde »,.

#### De Beauvoir
La position de Simone de Beauvoir au sein des Temps modernes se distingue de toutes les autres par un rapport avec Sartre qui n’était pas d’antagonisme, mais de complémentarité ; elle figurait pour Sartre comme un alter ego précieux. Elle publia au fur et à mesure dans la revue une grande partie de ce qu’elle produisait alors (des essais sur la morale, le Deuxième Sexe, et un essai sur Sade).
Son activité dans la revue reflète la division traditionnelle du travail entre les sexes, où Sartre élaborait les principes philosophiques, éthiques, esthétiques et politiques de l’existentialisme, et où de Beauvoir appliquait, diffusait, éclaircissait, et faisait le travail de soutien et administratif. De Beauvoir s’était vu confier par Sartre la tâche de répondre aux interventions que lui consacrait Merleau-Ponty ; ainsi se chargea-t-elle notamment de répliquer à l’attaque contre Sartre dans Les Aventures de la dialectique.
L’ambition sartrienne de conjuguer philosophie, littérature, théâtre et journalisme se retrouve dans le registre polyphonique de la production de de Beauvoir, où la référence à Sartre est reconnaissable de toutes parts. On retrouve chez elle aussi, en particulier dans le compte rendu que de Beauvoir consacre en 1949 aux Structures élémentaires de la parenté de Lévi-Strauss, la prétention sartrienne de révéler aux milieux scientifiques le sens de leurs observations.

#### Merleau-Ponty
Par la centralité de son rôle et la relation intensément dialectique avec Sartre, Merleau-Ponty peut être considéré comme faisant partie, au même titre que Sartre et de Beauvoir, du noyau réel de la revue. En 1945, il était le personnage le plus proche de Sartre dans l’espace intellectuel français, mais jouissait d’autre part, grâce à ses thèses de doctorat qui avaient fait de lui le représentant le plus apprécié de l’existentialisme dans les milieux universitaires, d’une reconnaissance personnelle, sans éclat mais de poids, de la part de ses pairs compétents, lesquels en revanche regardaient d’un œil circonspect les travaux de Sartre. Merleau-Ponty, seul capable de donner à l’engagement un contenu politique que Sartre en 1945 était encore loin d’avoir élaboré, il était par là aussi le seul membre de la rédaction à pouvoir effectivement peser sur la ligne et sur l’évolution de la revue, et donc le seul antagoniste sérieux de Sartre. En contrepartie cependant, Merleau-Ponty n’était qu’un professeur de philosophie, figure évoquant pédanterie et grisaille, impliquant censures et autocensures, au contraire de Sartre, intellectuel « total » et charismatique, indépendant de l’institution universitaire. Les deux hommes s’opposaient aussi quant à leur mode de recrutement pour la revue : parmi les collaborateurs externes, seuls les universitaires étaient des relations de Merleau-Ponty et ne constituaient qu’une minorité peu influente, alors que les autres étaient des amitiés, des découvertes et des alliances sartriennes.
À la différence de Sartre, qui avait définitivement abandonné l’enseignement grâce à l’indépendance matérielle que lui garantissaient ses droits d’auteur, Merleau-Ponty poursuivait au contraire sa carrière universitaire et avait, en sa qualité de professeur, conservé l’impératif de rigueur et d’approfondissement. Il produisait des analyses plus circonscrites, plus précises et mieux étayées, et s’imposait de citer personnes et situations lorsqu’il abordait la politique intérieure. Il s’appliquait à présenter chaque fois ses positions comme des hypothèses provisoires et les accompagnait de conditions explicites.
L’engagement implique pour lui un travail rigoureux, celui de « faire l’inventaire de ce siècle et des formes ambiguës qu’il nous offre », en restant prêt à mettre en question tous les choix et en s’interdisant de transformer ses opinions en dogmes. On perçoit chez lui une oscillation entre rigueur et prétention de survol totalisant ; ce dernier se manifestait dans Humanisme et Terreur, où il transigeait avec le souci d’objectivité et avec la finesse d’argumentation, et dans ses analyses sur le sens et la rationalité de l’histoire, qui trahissent une tentation téléologique, c’est-à-dire la conjecture d’une finalité dans le processus historique. Il partageait avec Sartre l’ambition déclarée de fonder les méthodes et les résultats des sciences et de rendre à la philosophie le rôle souverain dans le domaine du savoir, et assignait au philosophe la mission d’élaborer la « métaphysique implicite » présente dans la science contemporaine.
Les idées neuves et les subtils distinguos de Merleau-Ponty passaient inaperçus du public de la revue, qui devait retenir surtout ses formulations les plus percutantes, en les soustrayant aux conditions de validité posées par leur auteur. Ainsi la plus emblématique de ses propositions : « faire la politique effective du PC », n’était-elle qu’un conseil pour l’immédiat, lorsqu’une situation particulière forçait à choisir. Sa position sur le marxisme, fondée sur une lecture attentive de Marx, apparaît bien plus réfléchie et complexe que les énoncés sartriens de la même période ; ainsi, alors que Sartre avait proclamé le marxisme « la philosophie de notre temps », Merleau-Ponty manifestait une sympathie plus prudente, et, pointant « l’inquiétude marxiste » qu’entraînait la découverte de la contingence de l’histoire, poussait à lutter pour que cette dernière soit rationnelle, sans certitude que cela soit possible,. Mais dans une entreprise comme Les Temps modernes, qui devait répondre aux attentes d’un vaste public de non-spécialistes, Merleau-Ponty peinait à s’en tenir toujours à l’excellence professorale, et s’abandonnait souvent à dédaigner le travail de recherche empirique et de documentation, à relier avec une désinvolture herméneutique les phénomènes d’époques, de cultures, de disciplines différentes, et à faire peu de cas de l’appareil critique et bibliographique.

### Autres contributeurs et épigones
À côté du noyau, les autres membres de la première rédaction composaient un conseil d’administration prévisiblement éphémère. La possession de capital intellectuel et social personnel les opposait à un troisième groupe, celui des collaborateurs tributaires surtout de Sartre pour leur légitimité. Certains se distinguent de la masse des collaborateurs occasionnels en ceci qu’ils sont des amis intimes ou des disciples appelés à compter dans l’histoire ultérieure de la revue : Jacques-Laurent Bost, Jean Pouillon, Jean-Bertrand Pontalis, Claude Lefort, Francis Jeanson et André Gorz. À partir de 1948, au fur et à mesure que le rôle du noyau central s’amoindrissait, s’ouvrait une phase de suppléances nombreuses. Lefort, le seul à se référer encore à Merleau-Ponty, intervenait de plus en plus fréquemment sur l’actualité politique, de même que Pouillon et Jeanson qui auparavant s’étaient bornés au commentaire littéraire et philosophique. Les figures les plus importantes cependant étaient celles qui allaient remplacer les existentialistes dans le rôle prophétique, à savoir Roger Stéphane, Claude Bourdet, Daniel Guérin et Louis Dalmas, tous collaborateurs externes au groupe, assez proches de sa ligne pour ne pas en compromettre la cohérence, mais en même temps assez éloignés pour ne pas être tentés de s’approprier l’entreprise.
Des dissensions entre le noyau et les collaborateurs n’allaient pas tarder à surgir. Le premier à quitter la revue est Ollivier, qui avait d’emblée figuré comme le plus étranger. Paulhan, qui apparaît lui aussi comme isolé, devait sa présence dans la rédaction plus à son prestige qu’à ses contributions, qui restaient limitées et où il poursuivit ses réflexions littéraires avec des textes sans rapport avec la position de la revue, et fournissait quelques conseils techniques.
Alors que l’époque s’engouait pour la philosophie, Aron lui préférait la sociologie, discipline mal vue, mais qui commençait à renaître en marge de l’université. Il était en outre anticommuniste au moment où l’anticommunisme était réputé faute impardonnable. Austère et se tenant à part, il s’opposait aussi au modèle existentialiste par son style de vie. La brusque cessation de sa collaboration aux Temps modernes fut suivie d’une polémique où se manifesta explicitement l’antagonisme avec Sartre, notamment par ses analyses sans illusion des problèmes de la société française d’après-guerre, en net contraste avec les essais prophétiques sartriens, et par des propositions réformistes modérées. Il se déclara partisan de l’Alliance atlantique, alors que Les Temps modernes allaient rester fidèles au neutralisme jusqu’en pleine guerre froide. Il parlait de sauvegarder l’Afrique française, et ce dans une revue qui s’apprêtait à devenir le fer de lance de l’anticolonialisme. Il préconisait la rupture du tripartisme et l’isolement du PC, alors que Les Temps modernes se proposaient de faire la « politique effective du PCF ». La révolution prolétarienne, objectif indiscutable pour Sartre et Merleau-Ponty, représentait pour Aron un danger à conjurer, au moyen de mesures typiques de l’économie libérale.
Leiris avait adhéré à l’engagement et resta dans l’équipe de rédaction, en dépit de son profil d’ancien surréaliste, poète, ethnographe, fort éloigné de celui de Sartre. Répudiant son propre passé, avec un sentiment de culpabilité, il cessa presque complètement sa production poétique et ethnographique jusque dans les années 1960, et sa collaboration aux Temps modernes consista surtout en fragments autobiographiques. Ses deux articles consacrés à l’ethnographie consistaient en une critique du colonialisme.
Après le départ de Merleau-Ponty en 1953, une nouvelle catégorie d’agents vint s’imposer, ainsi qu’il ressort de la nouvelle rédaction nommée en décembre 1953, réunissant des hommes qui ont soutenu Sartre dans la phase difficile autour des Communistes et la Paix, à savoir Jean Cau, Claude Lanzmann et Marcel Péju. En 1961, à la suite d’une nouvelle crise, les sartriens de la première heure héritèrent de la revue, comme le montre la composition du nouveau comité de direction de juin 1962, comprenant un seul nom nouveau, Bernard Pingaud, et un seul rescapé de la rédaction précédente, Lanzmann.

## Comités de rédaction successifs et phases

### Des débuts à 1953
La séquence des comités de rédaction de 1945 à 1953 peut se décrire comme un processus de concentration et d’institutionnalisation analogue à celui qui caractérise la formation de l’entreprise capitaliste. Les producteurs autonomes furent progressivement éliminés au bénéfice de contributeurs qui ne mettaient pas en discussion la souveraineté de Sartre.
Sartre tendait à une forme d’engagement qui se situait dans la ligne de la position politique exprimée primitivement par Merleau-Ponty, à savoir un rapprochement progressif avec les communistes, et qui culmina avec son essai Les Communistes et la paix (1952-1953). Dans les interventions de Merleau-Ponty, au contraire, perçait au fil du temps un pessimisme croissant sur le communisme « réel » et sur l’efficacité politique des intellectuels en pleine guerre froide, outre une profonde mise en discussion de la philosophie marxiste de l’histoire. Le tournant que signifia la publication de l'essai Les Communistes et la paix après l’échec du Rassemblement démocratique révolutionnaire (RDR) s’explique par la pression de plus en plus forte exercée sur Sartre par les intellectuels pour qu’il dépasse l’engagement générique auquel il s’était borné jusque-là, rompe la routine de survie instaurée en 1950 avec la guerre de Corée, et reprenne dans les pages des Temps modernes la ligne de libre alliance avec le PCF formulée par Merleau-Ponty dans les premiers temps de la revue, afin de correspondre aux attentes des lecteurs.
À Merleau-Ponty lui-même, qui prétendait résister à ces contraintes, cette reconduction du « compagnonnage critique » qu'il avait prôné à la Libération paraissait une double et inacceptable distorsion.

### Départ de Merleau-Ponty (1953) et suites
Tandis que les autres rédacteurs des Temps modernes restaient malgré tout fort proches du PCF, Merleau-Ponty pour sa part se taisait, et procéda de 1945 à 1955 à une révision de l’engagement, tel que lui-même d’abord, et Sartre ensuite, l’avaient incarné dans les pages des Temps modernes.
Pour rappel, l’engagement était la réponse des intellectuels français au communisme mythique, lequel associait la Révolution, le prolétariat-classe universelle destinée à la réaliser, l’URSS, le Parti communiste français comme incarnation du prolétariat, et le marxisme comme doctrine qui exprime le sens de ce mouvement « objectif » de l’histoire. L’évolution du « communisme réel » faisait office de vérification pratique, de pierre de touche des hypothèses marxistes. Cependant, l’échec de ces hypothèses et de ces dogmes, auxquels les intellectuels engagés n’avaient jamais totalement adhéré, leur apparaissait comme la preuve décisive de l’impossibilité pour l’histoire de se faire rationnelle, position dont Merleau-Ponty s’était fait le porte-parole dès 1945-1946.
Après 1948, son désenchantement, engendré surtout par le procès Rajk, les camps de travail soviétiques et la guerre de Corée, amena Merleau-Ponty à renverser son attitude et à renier les dogmes sur la classe, le parti et la « raison historique »,, et à faire son deuil non seulement du mythe de l’URSS, mais en général de celui d’un État privilégié porteur de la rationalité historique. Enfin, en juillet 1952, au bout d’une période de flottement, il jugea qu’il s’était fourvoyé jusque-là, et songeait à se retirer de l’activité politique, alors que Sartre au contraire poursuivait son œuvre autour des problèmes posés par l’histoire, la dialectique et l’action politique. Abandonnant les préoccupations morales (« un ensemble de trucs idéalistes »), Sartre se penchait désormais sur l’économie, sur la psychanalyse, et sur ce qui donnait prise sur l’histoire.
Un an plus tard, dans un texte publié dans Les Temps modernes, Merleau-Ponty assumait l’évolution de l’URSS comme la preuve que l’écroulement de la société capitaliste peut donner lieu non au socialisme, mais à une nouvelle forme, bureaucratique cette fois, de domination et d’exploitation,. La rupture avec Sartre et la revue fut le résultat, non d’un tournant inopiné et inconséquent de Merleau-Ponty, mais d’une érosion progressive du système d’axiomes sur lequel s’appuyait sa position de 1945.
En 1955, dans Les Aventures de la dialectique, Merleau-Ponty développait des analyses plus en phase avec celles de Max Weber qu’avec celles de Marx, où la dialectique tend à l’émiettement, sous l’effet de la crainte qu’inspire à l’auteur le « dépassement » (synthèse) volontariste et le caractère illusoire et sanglant que prend facilement ce type de dépassement, au point que l’auteur en vient à répudier tout dépassement et toute synthèse. Sartre au contraire tenait qu’il y a toujours dépassement, quand bien même la synthèse ne se ferait pas toujours et forcément dans le bon sens. Sur ce débat théorique et politique vint se greffer le féroce portrait que Merleau-Ponty brossa de Sartre et auquel Simone de Beauvoir répliqua dans Les Temps modernes, accusant Merleau-Ponty de « prendre parti pour la bourgeoisie et d’être une malheureuse victime de l’idéalisme traditionnel,. » Ce fut du reste l’unique éclat public entre Merleau-Ponty et Les Temps modernes.
Anna Boschetti note :

« Le départ de Merleau-Ponty est une lourde perte pour la revue. Elle perd avec lui une capacité d’innovation qui est essentielle au maintien de l’hégémonie, en particulier pour l’existentialisme qui a mis son point d’honneur dans la modernité, dans la capacité d’être toujours au premier rang. Elle perd avec lui le seul rédacteur capable de tempérer les effets du monopole sartrien, lequel tend à cristalliser la formule déjà consacrée. Commence une phase dominée par la simple reproduction ; aux côtés de Sartre parviennent au premier plan des collaborateurs qui ne peuvent être considérés comme des pairs et des concurrents, qui sont des disciples ou des fonctionnaires — bref, des épigones. »

La nouvelle rédaction mise en place après le départ de Merleau-Ponty (composée essentiellement de Jean Cau, Marcel Péju et Claude Lanzmann, rédacteurs dotés d’un capital culturel plus modeste que les premiers sartriens, mais impatients d’être reconnus, allait bientôt manifester clairement qu’elle renonçait au modèle ancien, Cau expulsant l’engagement de la littérature et de la critique, et Lanzmann et Péju tournant le dos à la philosophie et à la littérature pour se consacrer désormais à la politique,. Le philocommunisme de Péju et de Lanzmann apporta à Sartre dans sa phase de rapprochement avec le PC la stimulation et la confirmation dont il avait besoin.

### Années 1960
Un nouvel ajustement de la rédaction intervint entre 1961 et 1962, à l’heure où se terminait la guerre d'Algérie et où le déclin de l’hégémonie sartrienne et la mise en question du modèle existentialiste étaient devenus évidents. Parallèlement, il était impossible désormais de continuer à ignorer la centralité assumée par les sciences humaines et la vogue du structuralisme à partir de 1958, avec ses traits les plus voyants : antihumanisme, antihistoricisme, « décentralisation » du sujet, opposition entre science, conçue comme neutre, et volontarisme existentialiste.
Le prophétisme existentialiste, ainsi que le prestige de la cause révolutionnaire comme idée-force d’un discours eschatologique sur le sens de l’histoire finissent par être détrônés sous l’effet de la reprise économique, de la consolidation du régime gaulliste, des accords d'Évian, de la fin de la guerre froide et de l’écroulement du communisme utopique. L’heure est venue d’une nouvelle philosophie sociale postulant que les mécanismes économiques et la science, mieux que la politique, peuvent apporter le progrès.
Si Les Temps modernes avaient pu se prévaloir jusque dans les années 1950 d’un modèle inédit d’excellence intellectuelle, amalgamant la plus noble tradition philosophique (avec Sartre, Merleau-Ponty et Aron) et ancrage dans l’actualité, la revue perdit, dans les années 1960, avec le départ de Merleau-Ponty d’abord, de Lévinas, Vuillemin, Uri, Belaval et Étiemble, cette bipolarité et laissa s’instaurer en lieu et place un divorce entre ces deux pôles de la revue, où les journalistes portaient aux philosophes une hostilité affichée.
La mainmise sur Les Temps modernes par une majorité d’orientation journalistique et essayiste fut consommée aux environs de 1968. Sous la conduite d'André Gorz, qui avait succédé dans la décennie 1960 à Péju comme directeur politique, la revue adopta des positions d’humeur anti-institutionnelle. À la suite d’attaques contre l’université et contre la psychanalyse, notamment sous les espèces de la publication d'un texte de Jean-Jacques Abrahams en avril 1969 et d’un article de Gorz intitulé « Détruire l’Université » et placé en tête du numéro d’avril 1970, deux membres de la rédaction, Jean-Bertrand Pontalis et Bernard Pingaud, décidèrent de remettre leur démission.
Cette proximité croissante entre la position des Temps modernes et le journalisme allait se traduire par des relations d’échange avec Le Nouvel Observateur, où plusieurs collaborateurs apportaient déjà leur contribution à L’Observateur en 1950 et au Nouvel Observateur en 1964 (Gorz, Jacques-Laurent Bost, Olivier Todd), et où Le Nouvel Observateur devint la tribune préférée de Sartre et de sa revue en cas d’intervention urgente. Cette évolution — évacuation de la composante universitaire, rapprochement avec le journalisme — représente une perte de légitimité, la revue se trouvant en effet privée de la différence essentielle qui la distinguait de ses concurrentes.

### Années 1970
Après son acquittement en 1976 et avoir purgé six ans et demi de prison pour des petits braquages, Pierre Goldman entre au comité de rédaction.
Sa mère, la grande résistance des FTP-MOI, Janine Sochaczewska, quitte la Pologne après l’assassinat de son fils en septembre 1979, prend sa relève à la revue dans les années suivantes et y « tient beaucoup de place » en « secondant Claire  Etcherelli », secrétaire de rédaction depuis 1973 et auteure du livre à succès de 1967 Élise ou la Vraie Vie.

### Après la disparition des fondateurs

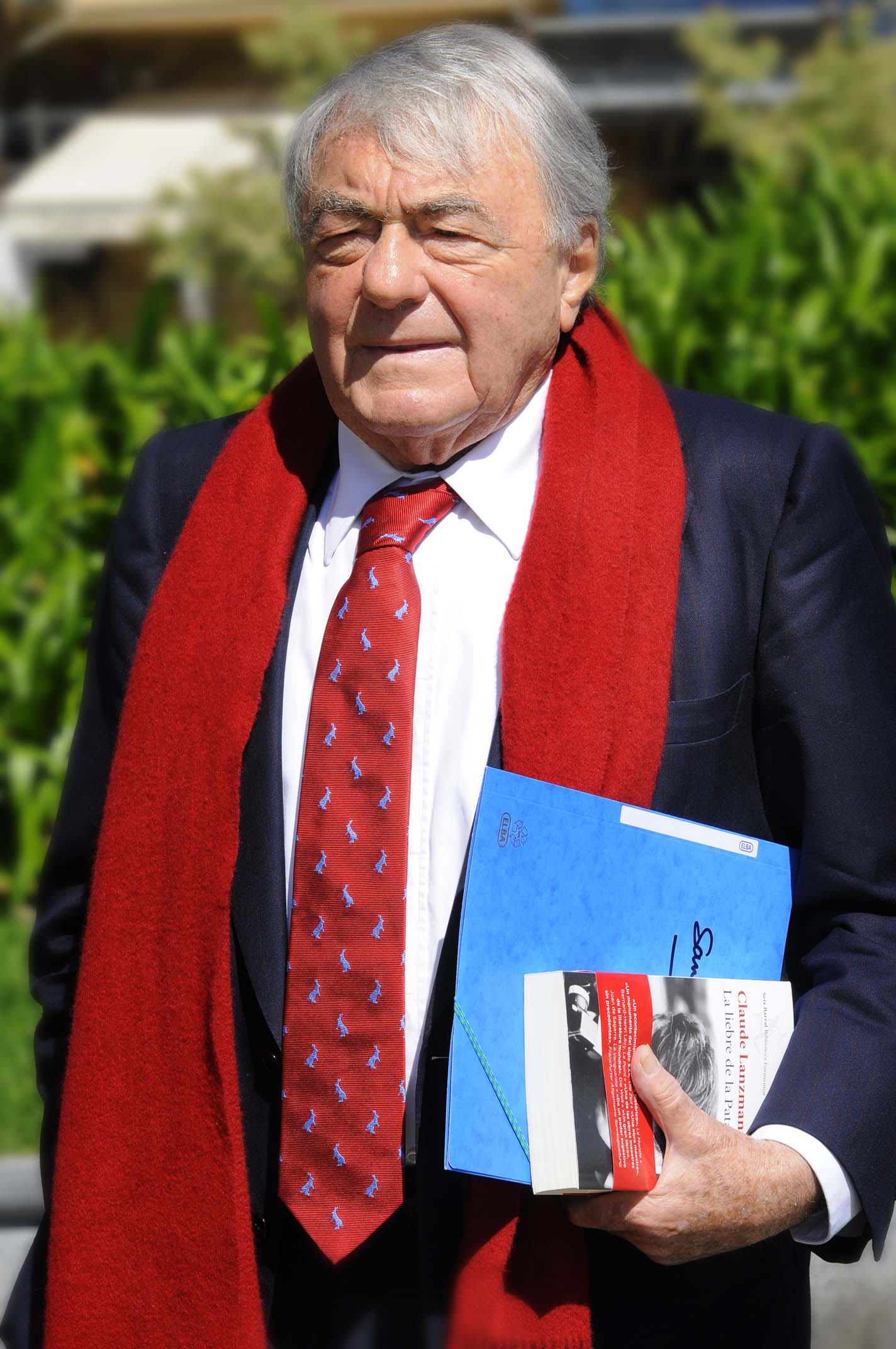
Claude Lanzmann, directeur de la revue à partire de 1986.

Après la mort de Simone de Beauvoir en 1986, la revue est dirigée par Claude Lanzmann, jusqu'à son décès en 2018. Dans Le Monde du 2 mai 2019, tous les membres du comité de rédaction (Jean Bourgault, Michel Deguy, Liliane Kandel, Jean Khalfa, Patrice Maniglier, Jean-Pierre Martin, Éric Marty, Anne Mélice, Juliette Simont) publient une tribune dans laquelle ils s'interrogent sur la manière de poursuivre le projet des fondateurs de la revue, après la décision de Gallimard de mettre fin à celle-ci.
Le 22 mai 2019, Antoine Gallimard, parlant, curieusement, de seulement « plusieurs membres du comité de rédaction », se justifie dans un droit de réponse : c'est principalement la disparition de Claude Lanzmann qui a entériné la fin de la revue, dont il « était l’âme et la charpente ; il en était aussi l’histoire, par les liens qui l’unissaient aux fondateurs et dont il s’est toujours, à très juste titre, revendiqué » ; il invoque aussi le changement du public et les lanceurs d'alerte qui se manifestent de moins en moins à travers les institutions universitaires ou savantes. 
Dans Libération du 4 juillet 2019, un an après la mort de Claude Lanzmann, le comité de rédaction publie une tribune qui cite un document notarié du 19 juillet 2013 dans lequel Lanzmann déclarait souhaiter que la revue continue d'exister après lui, faire « toute confiance à Antoine Gallimard pour qu'il persiste à la soutenir et à lui permettre de demeurer une des plus originales et prestigieuses revues françaises », et demandait qu'à son décès Juliette Simont lui succède en tant que directrice.

## Contenu et thématiques abordées

### Considérations générales
Aux Temps modernes prévalait le parti pris, partagé d’ailleurs par toutes les revues de l’époque, de ne laisser échapper aucune des questions vitales, aucune réalité significative de leur temps. La revue cultivait l’image d’avant-poste dans les batailles de l’actualité, grâce à ses prises de position retentissantes sur les problèmes du moment, à ses dossiers, à ses reportages et à ses témoignages, et par sa capacité à transformer chaque événement — l’expérience quotidienne la plus banale autant que les drames encore en suspens de l’histoire — en une pensée qui réunisse en elle toutes les marques de l’élévation philosophique. La suprématie que Les Temps modernes exerçaient sur les autres groupes intellectuels explique la centralisation de la vie intellectuelle que la revue finit par réaliser en son sein, ainsi que son véritable monopole de légitimité. Les Temps modernes étaient pour les travailleurs intellectuels « libres » (c’est-à-dire non liés par des appartenances incompatibles) un parcours presque obligé pour accéder à la consécration.
L’actualité politique et sociale commandait directement une bonne part des contenus des revues de l’époque, sans excepter Les Temps modernes. La succession des articles offre un panoptique de l’histoire de l’après-guerre : la réflexion sur la récente Seconde Guerre mondiale, les projets de reconstruction, l’épuration, les nationalisations, les réformes (armée, école, presse), le débat constitutionnel, les procès de Nuremberg, les crimes nazis, les essais atomiques, la guerre d'Indochine, le plan Marshall, le Pacte atlantique, l’affaire Lyssenko, le procès Kravtchenko, le stalinisme, la crise des démocraties populaires, le titisme, la guerre de Corée, la situation algérienne, le maccarthysme, etc.
Les rapports avec le PC avaient cessé d’être un problème typiquement sartrien pour devenir l’obsession de toute une génération d’intellectuels. De même, l’ambivalence du rapport avec la réalité américaine qu’avait Sartre, à la fois très critique envers la politique des États-Unis mais aussi fasciné par ce pays, apparaît typique de toute l’intelligentsia française. Vis-à-vis des autres revues, Les Temps modernes se distinguent par leur propension aux grandes synthèses totalisantes, alors qu’Esprit se caractérise par ses enquêtes, Critique par ses vues d’ensemble érudites, et La Nouvelle Critique par son ton inquisitoire.
La dimension littéraire jouait dans Les Temps modernes un rôle de premier plan, à la différence d’Esprit, où elle était quasiment inexistante. Au palmarès accumulé sur ce plan par Sartre et de Beauvoir s’ajoute celui de contributeurs comme Paulhan, Queneau et Leiris, en plus de celui de nouveaux auteurs que la revue attirait et pouvait consacrer. Ce capital culturel, la place réservée à la littérature, l’attention portée à la qualité d’écriture des textes publiés, faisaient des Temps modernes la plus grande tribune littéraire de ces années-là. Il est notable que Blanchot et Klossowski ont confié à la revue leurs textes littéraires les plus ambitieux de cette époque. Célébrant la « transparence » de la prose, la revue prêtait à la littérature la vertu de « dévoiler » et de « créer » des significations pures et absolues.
Sur le plan éthique, le contraste entre Esprit et Les Temps modernes se fait jour si on compare leur position respective sur les lignes de faille que sont p. ex. la sexualité, la femme et la famille. Esprit gardait un silence total sur le thème de l’homosexualité, au contraire des Temps modernes, qui abordait le sujet, notamment à travers la figure de Genet, consacré par Sartre avec un essai. Quant aux femmes, Esprit ne comptait aucune collaboratrice dans son noyau central, alors qu’aux Temps modernes, des femmes comme de Beauvoir et Colette Audry concouraient à définir la structure de son équipe de rédaction. Particulièrement frappante est la différence entre la morale de couple anti-institutionnelle affichée par Sartre et de Beauvoir (rejetant l’exclusivité de la relation, le mariage et la procréation) et le modèle patriarcal d’Esprit.
Une analyse des textes publiés par Les Temps modernes ne permet pas d’identifier un ensemble de caractères intrinsèques distinctifs des Temps modernes. Le seul critère semble être l’absence de marques, politiques ou culturelles, qui seraient incompatibles avec le modèle de l’engagement. Cet « engagement libre » excluait, d’un côté, la prétention à une littérature et à une science « pures », non « responsables », et de l’autre, la compromission avec le pouvoir ou l’adhésion à un parti qui enchaînerait les « choix » à une orthodoxie. Cependant, la ligne politique de la revue s’en tenait toujours à certains repères, comme la conscience critique, le tabou de l’anticommunisme, parallèlement à une attitude réservée envers les communistes et l’URSS.
Dans le domaine des sciences, les limites du répertoire des Temps modernes étaient d’abord définies par le désintérêt ou le soupçon dont la revue entourait la recherche scientifique formelle, en accord avec l’antagonisme traditionnel de la culture normalienne envers la science et l’approche empirique qui caractérisait les principaux collaborateurs de la revue. Les sciences n’y étaient abordées que selon une grille existentialiste, où la philosophie s’arrogeait le privilège de façonner la théorie de la pratique scientifique et de révéler à la science le fondement ontologique des phénomènes qu’elle observe.

### Colonialisme
En décembre 1946, Les Temps modernes prenaient soudainement une position véhémente et sans équivoque sur la guerre d'Indochine, à laquelle la revue consacra le premier éditorial de son histoire :

« Il est inimaginable qu’après quatre ans d’occupation, les Français ne reconnaissent pas le visage qui est aujourd’hui le leur en Indochine, ne voient pas que c’est le visage des Allemands en France. »

C’était le premier texte où Les Temps modernes se heurtaient de front et globalement à l’ensemble de la politique gouvernementale, et le premier où la revue adoptait un positionnement aussi tranché. Cet éditorial est la préfiguration de l’attitude nette et constante qui sera la sienne pendant vingt ans, à savoir : s’opposer aux guerres coloniales et défendre les colonisés contre les colonisateurs, et ce sans ambiguïté d’aucune sorte. Les rédacteurs des Temps modernes furent les premiers à voir l’importance de ces questions pour la France et pour la gauche française, et à réclamer l’indépendance immédiate et sans contrepartie. La guerre d’Indochine devint un des problèmes les plus fréquemment abordés dans la revue, qui s’attacha dès lors à publier de très nombreux témoignages sur les opérations militaires et la répression.
À partir de 1955, la revue s’éleva aussi contre la guerre d'Algérie et dénonçait l’usage de la torture, ce qui lui vaudra d’être saisie cinq fois par les autorités.

### États-Unis et guerre froide
Les États-Unis étaient devenus un sujet de préoccupation pour Les Temps modernes. De Beauvoir évoque la situation américaine dans son récit de voyage L'Amérique au jour le jour, dont des extraits furent publiés dans la revue,, et où elle dénonçait « l’apparence même de la démocratie qui s’évanouit de jour en jour » et « l’arbitraire qui éclate avec plus d’impudence ». En juillet 1948, un éditorial exposait la position de la revue vis-à-vis des États-Unis et du plan Marshall : « il faut parler du racisme et du pré-fascisme américain ». Cependant, le plan Marshall n’est pas un mal en soi, pourvu que l’on fasse de « l’aide américaine l’affaire du prolétariat […], [que l’on] engage la bataille non contre l’aide américaine, mais contre l’utilisation impérialiste de cette aide ». L’édito du même numéro s’opposait à la course à la guerre, à la stratification rigide des positionnements, et s’efforçait de définir le cadre d’une politique de coexistence entre les deux blocs.
Sous le ministère Ramadier, Sartre se vit confier une brève série d’émissions radiophoniques intitulée Tribune des Temps modernes, bientôt transformée en une série d’interventions sur l’actualité politique. Concernant la guerre froide, Sartre déclara au micro de l’émission :

« Il ne s’agit pas pour nous de détruire frénétiquement un des deux blocs, au contraire, il s’agit de nous organiser entre les deux. Et cette tentative ne doit pas être seulement française, mais européenne et mondiale. »

L’émission radio consacrée au gaullisme suscita une réaction virulente dans la presse « bourgeoise ». Sartre, Merleau-Ponty, Pontalis et de Beauvoir, effarouchés par l’ampleur que prenait le Rassemblement du peuple français (RPF) et par son succès électoral, répliquaient aux arguments gaullistes et présentaient le RPF comme un mouvement réactionnaire à tendance fasciste. Cette émission acheva de brouiller Sartre avec Aron, qui écrivait déjà au Figaro, indisposa sérieusement Malraux, et entraîna la suppression de l’émission Temps modernes par le gouvernement Schuman en novembre 1947. La revue rompit aussi avec Arthur Koestler, après que celui-ci eut déclaré que « réflexion faite, le gaullisme était pour la France la meilleure solution »,.
Les Temps modernes prirent contact avec l’opposition de la SFIO et, rejoints par des sans-parti (Camus, Breton, Rousset), organisèrent une rencontre pour discuter de la paix et des chances d’une Europe socialiste mais neutre, et à l’issue de laquelle l’équipe de la revue signa, aux côtés des rédacteurs d’Esprit, un texte en faveur d’une telle politique. En attendant, Les Temps modernes entendaient ne faire aucune concession au monde occidental, la revue critiquant notamment, en octobre 1949, l’expérience travailliste anglaise, qualifiée de « forme moderne de l’impérialisme anglais »,.
Sur le maccarthysme, la revue adopta une position violemment anti-américaine. Non contente de se dresser en faveur des époux Rosenberg, elle mit en cause le système américain lui-même, Sartre p. ex. proclamant dans Libération :

« C’est un lynchage légal qui couvre de sang tout un peuple et qui dénonce une fois pour toutes et avec éclat la faillite du Pacte atlantique et votre incapacité d’assumer le leadership du monde occidental. »

L’édito des Temps modernes de juillet 1953, consacré à l’exécution des Rosenberg, reprenait les mêmes thèmes et critiquait l’apathie des masses d’outre-Atlantique, dénonçait la police secrète américaine, et, s’indignant devant l’« assassinat économique », alla jusqu’à parler de totalitarisme,.

### Rapports avec le PCF
Les existentialistes n’ont cessé de mener un combat contre de nombreux aspects du communisme, encore que dans les années 1940-1950, Les Temps modernes soient restés proches du Parti communiste français, oscillant « de la critique courtoise au compagnonnage le plus solidaire ».
Si dans les premières années de l’après-guerre, les existentialistes n’avaient pas systématiquement recours au concept de classe comme à un concept opérationnel fondamental, ils ne l’ont jamais considéré comme irréaliste ou dépassé, comme en témoigne son invocation par Merleau-Ponty dès 1945, et l’utilisation par Sartre, dès le premier numéro des Temps modernes, des termes « classe bourgeoise » et « classe ouvrière ». Mais parallèlement, Sartre marqua en 1946 son désaccord avec le matérialisme historique, taxé de « métaphysique dissimulée sous un positivisme »,, rejetait comme absurde et comme une erreur ontologique la dialectique de la nature, récusait l’analyse marxienne des superstructures, et ne reconnaissait à la dialectique matérialiste que l’unique mérite de saper l’idéalisme bourgeois et de faire office d’instrument utile aux mains des révolutionnaires. Le marxisme, ou du moins la « scolastique marxiste » et le « néo-marxisme stalinien », serait mystificateur dans sa définition de l’homme et de la vérité. Quant au PCF, il était vu de l’extérieur, comme un bloc, comme une possibilité de libération certes, mais, dans les faits, ne libérant pas ceux pour qui il est fait, car tendant lui aussi à aliéner, en un autre sens. Dans le même temps, Sartre nourrissait l’ambition de collaborer avec le PCF tout en gardant son indépendance, et de défendre le marxisme « scientifique » du Parti tout en le « corrigeant » et en l’« humanisant ».
Pourtant, Sartre et Les Temps modernes sont tout de suite apparus comme dangereux aux communistes, aux dires de Sartre :

« Sitôt finie la bonace de 1945, ils m’attaquèrent. Ma pensée politique était confuse, mes idées pouvaient nuire. »

Dominique Desanti faisait référence à Heidegger comme le « père de l’existentialisme » et voulant souligner le caractère réactionnaire et rétrograde des Temps modernes comparait cette revue à la Nouvelle Revue française sous la direction de Drieu la Rochelle pendant l’Occupation,.
Merleau-Ponty au contraire, plus proche du PC, se rencontrait souvent avec les intellectuels communistes. Comme il « s’orientait mieux [que Sartre] dans le monde ambigu de la politique », ce fut lui qui rédigea les éditos signés Les Temps modernes, lui aussi qui définit une ligne politique vis-à-vis du communisme, notamment dans son essai Humanisme et Terreur de 1947, où il souligne que le rôle des existentialistes est de « rappeler les marxistes à leur inspiration humaniste », de dévoiler l’hypocrisie fondamentale des démocraties occidentales, et de « maintenir intactes, contre les propagandes, les chances que l’Histoire peut avoir encore de devenir claire »,.
Lors du départ des ministres communistes du gouvernement Ramadier en mai 1947, l’édito de la revue énonçait :

« Le PC pousse jusqu’à la grève générale tout en désavouant les objectifs politiques qu’elle implique ; […] faute de principes et faute de clarté, il s’apprête à perdre sur le terrain de la lutte des classes après avoir perdu sur le terrain de la politique d’union. […] Une politique socialiste minima est-elle aujourd’hui possible, et laquelle ? »

Nonobstant ce rappel à la clarté, aux principes et à l’humanisme, les positions adoptées par la revue envers le capitalisme allaient peu diverger de celles du PC.
La revue protesta contre les camps soviétiques, sans oublier pour autant les déportés grecs et les massacres des guerres coloniales. Considérant que les camps soviétiques n’étaient pas une institution économique, Les Temps modernes se refusaient à confondre fascisme et communisme :

« Nous avons les mêmes valeurs qu’un communiste. […] Nous pouvons penser qu’il les compromet en les incarnant dans le communisme d’aujourd’hui. Encore est-il qu’elles sont nôtres et qu’au contraire nous n’avons rien de commun avec bon nombre d’adversaires du communisme. […] L’URSS se trouve grosso modo située, dans l’équilibre des forces, du côté de celles qui luttent contre les formes d’exploitation de nous connues. La décadence du communisme russe ne fait pas que la lutte des classes soit un mythe, que la ‘libre entreprise’ soit possible ou souhaitable, ni en général que la critique marxiste soit caduque. […] La seule politique saine est donc celle qui vise, dans l’URSS et hors de l’URSS, l’exploitation et l’oppression, et toute politique qui se définit contre la Russie et localise sur elle la critique est une absolution donnée au capitalisme. »

En 1950, après que l’équipe des Temps modernes eut été confrontée à la fois aux camps soviétiques, aux massacres de Madagascar, à la guerre du Vietnam et au maccarthysme, Sartre s’exclama :

« Comment ne pas sentir les puanteurs de la charogne bourgeoise, […] et comment condamner publiquement l’esclavage à l’Est sans abandonner, chez nous, les exploités à l’exploitation. Mais pouvions-nous admettre de travailler avec le Parti si c’était pour enchaîner la France et la couvrir de barbelés ? Que faire ? Taper comme des sourds à droite et à gauche, sur deux géants qui ne sentaient pas nos coups ? C’était la solution de misère. Merleau la proposait, faute de mieux. Je n’en voyais pas d’autre, mais j’étais inquiet. »

En 1952, Sartre s’associa sans réserve aux communistes qui appelaient les intellectuels à protester contre l’arrestation d’Henri Martin et se saisit de cette occasion pour se rapprocher, par l’action pratique, du PC,.
En mai 1952, le PC organisa une manifestation contre le général Ridgway, nouvellement nommé à la tête du SHAPE et tenu pour responsable de la politique de répression en Corée. Le lendemain, au prétexte des violences survenues lors de cette manifestation, les journaux communistes furent saisis et plusieurs militants, y compris Jacques Duclos, arrêtés, tandis que le PC était accusé d’espionnage au profit de l’URSS. Sartre, rentré en hâte à Paris, déclara dans Les Temps modernes :

« Les derniers liens [avec le gouvernement] furent brisés, ma vision fut transformée : un anticommuniste est un chien, je ne sors pas de là. […]. Ce fut une conversion. Merleau s’était, lui aussi, converti : en 1950. […] Nos dégoûts nous firent en un instant découvrir à l’un l’horreur du stalinisme, à l’autre celle de sa propre classe. »

Dans le même numéro, la revue procédait à une analyse du PC, en posant le problème concret de la classe ouvrière et de son lien avec le PC. Selon Sartre, le PC était l’expression nécessaire et exacte de la classe ouvrière, en raison de quoi lutter, même partiellement, contre lui équivalait à se déclarer l’ennemi du prolétariat, à se prononcer contre tout humanisme possible, et à se faire le complice de l’impérialisme. Il faut donc faire la politique du PC, parce que l’avenir de la démocratie passe par la classe ouvrière et que le PC est le parti de la classe ouvrière. En effet :

« On ne peut combattre la classe ouvrière sans devenir l’ennemi des hommes et de soi-même […] et il ne faut point compter sur la liquidation du PC. […] La classe ouvrière se reconnaît dans les épreuves de force que le PC institue en son nom. »

Cependant, la révolte hongroise de 1956 conduisit l’année d’après à une rupture complète entre Sartre et le PC. Selon Sartre, le PC était « glacé » et n’avait jamais déstalinisé :

« La structure du PC est en contradiction flagrante avec sa politique : en conséquence, celle-ci devait nécessairement demeurer inopérante et irréelle. […] Considérez ce Parti monstrueux qui bloque et gèle cinq millions de voix, démobilise la classe ouvrière, abandonne l’action de masse pour la manœuvre parlementaire, dénonce mollement la guerre d’Algérie pour ménager — bien en vain — les socialistes et n’hésite pas, dans le même moment, à justifier la méfiance par des déclarations insensées sur les événements de Hongrie.

[…] Notre but était toujours le même : concourir, avec nos faibles forces, à réaliser cette union des gauches qui seule peut encore sauver notre pays. Aujourd’hui, nous retournons à l’opposition ; par cette raison très simple qu’il n’y a pas d’autre parti à prendre ; l’alliance avec le PC tel qu’il est, tel qu’il prétend rester, ne peut avoir d’autre effet que de compromettre les dernières chances du Front unique. »

En conclusion de son article, Sartre proposait que Les Temps modernes accomplissent la tâche suivante :

« Avec nos ressources d’intellectuels, lus par des intellectuels, nous essaierons d’aider à la déstalinisation du Parti français. »

Les Temps modernes entendaient mener dorénavant la lutte politique sur les bases idéologiques d’un socialisme rénové. Dans cette ligne, et vu que l’espoir se trouvait désormais en Pologne, la revue connut dans les années 1957-1958 une « période polonaise », phase de rapports intenses avec le communisme polonais, pendant laquelle, surtout à l’initiative de Marcel Péju, elle s’attachait à informer sur le communisme polonais, notamment en lui consacrant son numéro de février-mars 1957, lequel comprenait de nombreux poèmes, articles, reportages, parus dans des journaux ou des revues polonais entre 1954 et 1957 :

« Ce que devrait être, ce que peut être aujourd’hui, ce que sera demain un communisme libéré du stalinisme, on l’aperçoit enfin ici. En Pologne, […] le parti lui-même — en dépit de certaines résistances intérieures — a pris la tête du mouvement démocratique. »

Péju entreprit un voyage en Pologne et eut soin ensuite de maintenir les contacts. Pendant de nombreux mois encore parurent dans la revue articles et documents sur ce pays, dans une orientation très gomulkiste. Il est assez paradoxal que, pendant ces années, l’accord philosophique avec les méthodes du marxisme ait été total, qu’au sein des Temps modernes ait régné une grande sympathie pour une démocratie populaire, qu’il n’y ait pas eu de divergences sur un certain nombre de points fondamentaux entre la revue et un parti communiste, mais qu’en même temps les contacts aient été rompus avec le PCF.

### Construction d’une gauche opérationnelle et rôle dans la vie politique française
La revue connut une forte politisation jusqu’en 1957. Le cadre d’une action politique possible tel que tracé par Sartre visait à proposer une méthode politique qui permette à l’équipe rédactionnelle de peser sur l’événement quotidien et d’intervenir dans la vie politique française, afin qu’en France les choses changent. Ce cadre devant, pour Les Temps modernes, s’appuyer sur une stratégie de Front populaire, la revue s’écartait de la « nouvelle gauche », mais en même temps s’opposait p. ex. avec vigueur à L'Express, surtout en raison des prises de position de ce dernier sur la guerre d'Algérie. Les Temps modernes n’étaient guère enclins non plus pour le moment à regarder du côté de France Observateur.
Lorsque, avec l’avènement du gouvernement Mendès France en 1954, de brefs espoirs s’étaient faits jour pour la gauche, l’équipe des Temps modernes fixa ce qui lui semblait un programme réaliste et réalisable ; c’était la première fois du reste que les existentialistes définissaient véritablement une politique, pensée en termes d’État et de forces politiques, et en termes de possibilités immédiates, c’est-à-dire non seulement un ensemble de réformes, mais les moyens concrets pour les mettre en œuvre,. Si la revue approuva la cessation de la guerre d'Indochine, les accords de Carthage et le rejet de la CED, elle critiqua en revanche l’action du gouvernement en Algérie et le réarmement de l’Allemagne, car, insista le collaborateur Marcel Péju, le « courage, pour la gauche, ne consiste pas à mener la mort dans l’âme la politique de la droite »,. La politique préconisée par Les Temps modernes n’est pas, arguait le même Péju, idéaliste ; le faux réalisme serait acceptation de l’ordre, alors qu’il y a, au contraire, possibilité de changer quelque chose, puisque « tous les éléments de cette nouvelle politique se trouvaient réunis ». Une majorité aurait pu voir le jour, au Parlement, avec « les communistes, avec la moitié des socialistes et de l’UDSR, la majorité des radicaux et du RPF »,.
En dernière analyse, la préoccupation profonde des Temps modernes était l’unité de la gauche, problème qui motiva la parution en 1955 d’un numéro double voué à « la Gauche »,, comme tentative de cerner le concept politique de « gauche », de lui assigner des missions et de façonner son unité. À ce numéro apportèrent leur concours : Simone de Beauvoir, d’anciens communistes (Dionys Mascolo), des représentants de la nouvelle gauche (Claude Bourdet, Gilles Martinet), des trotskystes (Pierre Naville), des hommes de gauche indépendants (Maurice Duverger, Georges Lavau, Alfred Sauvy, René Dumont), enfin des délégués du PC (Victor Leduc et Jean Desanti). La conclusion, intitulée « Vers un front populaire », à laquelle parvint la revue, porte que la gauche existe au moins par le refus qu’elle oppose à la droite, ; toutefois, Les Temps modernes ne cherchaient pas à minimiser les divergences et exprimèrent le souhait que la gauche s’unisse autour d’une tâche comme elle avait failli le faire pour mettre un terme à la guerre d’Indochine. Pourtant, comme « on ne voit pas [...] quelles concessions pourrait faire le PC, à moins, tout bonnement, de se supprimer lui-même », il fallait en conclure que le principal travail consisterait à lutter contre l’anticommunisme,.

### Guerre de Corée
Avec la guerre de Corée, et alors que Merleau-Ponty estimait que la période politique (de la guerre froide) était finie, que la période de la guerre avait commencé, et qu’il n’y aurait dès lors plus rien à dire,, Sartre quant à lui eut une réaction inverse :

« Pour moi-même et d’autres de mes amis, ça a été la fin de l’idéalisme. Au point de vue tactique, il n’y avait pas de différence entre la politique et la guerre, et il fallait garder son parti politique même dans la guerre. »

À la fin de l’année 1950, la revue publiait peu d’articles politiques, ce que Sartre expliquera plus tard par la pénurie d’information sur la Corée, sur les intentions de MacArthur et de la Chine, ou sur Syngman Rhee. La seule chose certaine était que les armées nord-coréennes avaient attaqué les premières ; or, L'Humanité niait à l’époque une telle version et soutenait le contraire, « se discréditant par un mensonge préalable »,.

### Guerre d’Indochine
Sartre participa sans réserve à toutes les actions menées par le PC pour faire libérer Henri Martin, soldat emprisonné pour avoir distribué des tracts contre la guerre d'Indochine. Les Temps modernes publièrent dans la suite nombre d’éditoriaux, de témoignages et d’exposés sur la guerre, réclamant sans relâche l’ouverture de négociations avec Ho Chi Minh. Le numéro d’août-septembre 1953 était intégralement consacré au Vietnam. Au lendemain de Dien-Bien-Phu, la revue déclara :

« En vain a-t-on voulu ruser avec l’histoire et fuir les évidences. Quand une force d’occupation est battue par la résistance nationale, quand ses soldats de métier sont battus par l’armée populaire, quand un conflit anachronique conduit à la catastrophe, ce dénouement est sain, cette défaite est juste. »

### Révolte hongroise
La révolte hongroise de 1956 et les réactions suscitées par elle amenèrent Sartre à considérer comme étant sans issue la situation de la gauche en France et comme intenable désormais l’alternative entre d’une part ceux approuvant l’intervention soviétique et d’autre part la SFIO qui couvrait les tortures en Algérie, en conséquence de quoi Sartre annonçait sans ambages vouloir rompre avec le PCF. Les Temps modernes devaient préciser plus avant leur analyse dans le seul numéro triple de leur histoire, intitulé « La révolte de la Hongrie »,, où un ensemble de textes d’écrivains hongrois était précédé d’un copieux article de Sartre, où celui-ci tâchait de faire la lumière sur les problèmes posés par la révolte hongroise. Il eut à cœur avant toute chose de préciser que seuls avaient le droit de protester ceux qui s’étaient aussi élevés contre les tortures et les massacres en Algérie, contre l’opération de Suez et contre toutes les interventions armées, et affirmait ensuite son opposition totale à la terreur stalinienne et à ses séquelles, tout en maintenant par ailleurs que la bureaucratie, quoique assurément trop bien rémunérée, n’était pas une classe exploiteuse et que l’URSS ne colonisait pas ses satellites,. Sartre donc à la fois refusait là aussi l’hystérie anticommuniste, proclamant qu’il s’opposerait de toutes ses forces à l’interdiction du PC, et n’en affirmait pas moins que le PCF s’était coupé des masses et que la manière dont il proposait aux autres partis de gauche de bâtir un front commun rendait impossible la perspective d’une telle unité.
L’écrivain et journaliste Tibor Méray se voyait ouvrir les colonnes de la revue pour parler des événements de 1956 et les expliquer. De même, Les Temps modernes réclamaient la libération de l’écrivain Tibor Déry, alors emprisonné en Hongrie,.

### Guerre d’Algérie
L’équipe des Temps modernes a été très profondément marquée par la guerre d'Algérie, qui allait à partir de 1954 devenir la grande affaire de la revue. Début 1953, Daniel Guérin se voyait ouvrir les colonnes des Temps modernes pour traiter des problèmes nord-africains,, où déjà la colonisation était radicalement condamnée et où il était affirmé que le « drame nord-africain, c’est, en dernière analyse, un peu aussi le drame de la gauche française ». La revue publia aussi les textes de Claude Bourdet traitant des problèmes du Maroc, et en novembre 1953 un article de Habib Bourguiba,. Mendès France y était âprement critiqué dans les années 1954-1955 sur sa politique algérienne.

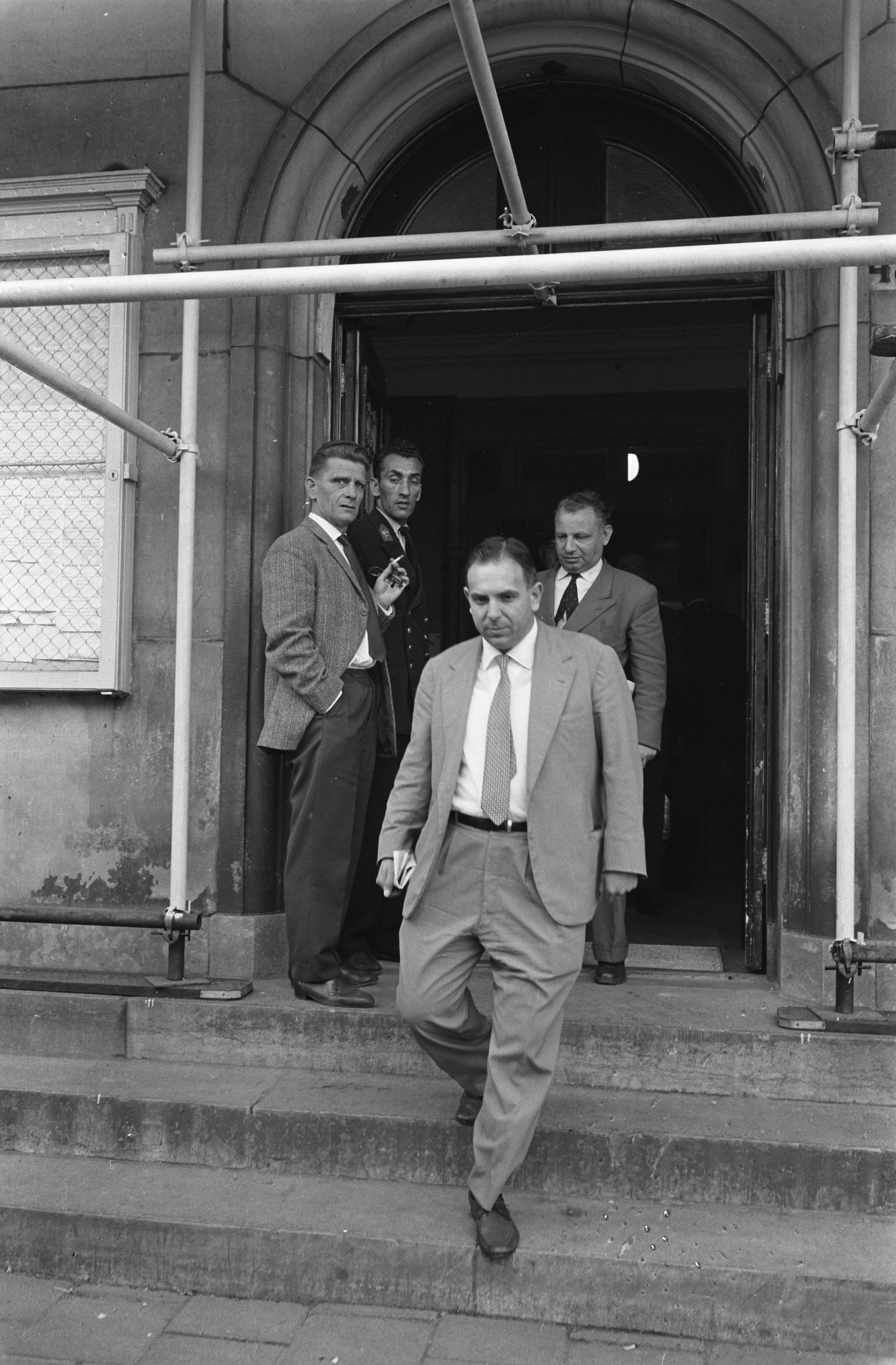
Claude Bourdet, contributeur aux Temps modernes dans les années 1950, en particulier sur la guerre d'Algérie.

En octobre 1955, un édito consacré à l’Algérie titrait « Refus d’obéissance » :

« La France, en Afrique du Nord, doit aujourd’hui régner par la terreur ou s’effacer. »

Selon l’éditorialiste, le visage de la France en Algérie était composé de répressions collectives, de racisme, de torture, de truquage des élections, et d’interdictions de journaux et de partis démocratiques, et l’article se concluait par : « à cette guerre, nous disons non ».
Le numéro suivant, au titre général « l’Algérie n’est pas la France », était consacré à la guerre et réclamait expressément la négociation et l’indépendance. Le vote des pleins pouvoirs à Guy Mollet fut critiqué dans l’éditorial du numéro de mars-avril 1956, pendant que les témoignages sur la guerre se multipliaient dans la revue.
L’arrestation de Claude Bourdet par le gouvernement Mollet provoqua dans la revue des réactions virulentes, notamment dans l’édito de juin 1956, qui accusait Guy Mollet de renouveler la chasse aux sorcières. Dans le même numéro figurait un article de Mostefa Lacheraf, membre du FLN.
À propos des méthodes de « pacification », Sartre s’écria :

« Voilà l’évidence, voilà l’horreur, la nôtre, nous ne pourrons pas la voir sans l’arracher de nous et l’écraser. »

L’importance que prenait le problème algérien pour les rédacteurs de la revue alla croissant au cours de l’année 1957, et de très nombreux témoignages continuaient à être publiés. À la chute du ministère Bourgès-Maunoury, la revue somma une fois de plus les socialistes de cesser de gouverner avec la droite et d’appliquer enfin une politique progressiste en Algérie,. Après avoir été saisie quatre fois en Algérie en 1957, la revue le fut pour la première fois en France en novembre de la même année après la publication d’un article de Raffaello Uboldi, à quoi l’équipe de rédaction réagit vivement,.
N’ayant pas encore identifié des moyens très précis pour lutter contre la guerre, la revue en appela aux intellectuels, se mit en devoir d’émouvoir l’opinion publique et se joignit à d’autres pour se faire entendre. Ainsi p. ex. Sartre participa à une conférence de presse sur les « Violations des droits de l’homme en Algérie », en compagnie de Laurent Schwartz, François Mauriac, le bâtonnier Thorp, le général Billotte et Gilberte Alleg-Salem (épouse d’Henri Alleg), compagnie hétéroclite dont il ressort qu’il n’était pas question d’alliances précises ; il demeure cependant que l’équipe des Temps modernes se rangeait inconditionnellement dans le camp des adversaires de la guerre, et qu’il était devenu inenvisageable de mener cette lutte aux côtés du PCF. Parallèlement, les rédacteurs de la revue faisaient le constat, depuis 1960, que l’émotion soulevée « ne dépasse pas certains milieux limités, toujours les mêmes : une opinion anesthésiée suit le développement du scandale avec une extraordinaire indifférence »,.
Francis Jeanson, désireux de mettre en œuvre une solidarité totale avec les Algériens, entreprit de fonder en 1957 un réseau de soutien au FLN, action approuvée par Sartre. En février 1960, le réseau fut découvert par la police et un certain nombre de ses membres mis en détention. Dès que le scandale de cette affaire eut éclaté, Les Temps modernes manifestèrent leur solidarité avec Jeanson. À partir de février 1960, Jeanson, Péju, Sartre et d’autres encore, s’attelèrent à élaborer une analyse politique propre à justifier leurs positions. Dans un article de la revue, Jeanson reprochait au PC de ne pas s’être intéressé aux problèmes coloniaux et de s’être insuffisamment employé à faire libérer les militants emprisonnés en raison de la guerre d’Algérie, et blâma toute la gauche en général pour son attentisme, pour avoir escompté la Révolution, ou la déstalinisation du PC, ou avoir attendu, sans rien faire, l’avènement de Mendès France ou que « l’opinion publique ait un peu mûri ». Il faut prendre parti pour la violence du FLN, écrit-il encore, et se battre à ses côtés ; il faut encourager la jeunesse à refuser totalement la guerre, et prôner l’insoumission et la désertion,.
Au contraire des Temps modernes, la presse de gauche publia en février et mars 1960 quantité d’articles de condamnation, plus ou moins catégoriques ; à part Les Temps modernes, il n’y eut pas un organe de quelque importance, un parti ou un groupement, qui n’ait pris une position hostile à Jeanson. La cassure apparut alors assez nette entre les hommes des réseaux Jeanson et leurs alliés d’une part, et le reste de ceux qui s’opposaient à la guerre d’autre part. Dans la presse, sur un ton très peu affable, l’action de Jeanson était qualifiée de trahison pour le pis, d’individuelle, pour le mieux. La riposte des Temps modernes consista grosso modo en l’accusation d’appartenir à la « gauche respectueuse ». Les états-majors des partis, les cadres des organisations, les journalistes avaient, d’après Péju, été pris au dépourvu par des « initiatives imprévues », par « la seule action concrète qui ait été tentée à gauche depuis la Résistance », et c’était leur propre échec, une « faillite » des responsables, qu’ils percevaient dans le réseau Jeanson. Quant aux Temps modernes, ils choisirent d’appuyer un mouvement qu’ils croyaient discerner dans la jeunesse, et de s’opposer à ceux que leur « vieillissement » poussait à répéter des leçons qui ne seraient que le masque de l’inaction,.
En septembre 1960 fut publiée la Déclaration sur le droit à l’insoumission dans la guerre d’Algérie, dite « Manifeste des 121 ». Parmi les noms des premiers signataires, on relève ceux de Sartre, de de Beauvoir et de la quasi-totalité de l’équipe des Temps modernes. La solidarité avec le peuple algérien était d’autant plus affirmée que l’équipe des Temps modernes se proclamait socialiste et qu’elle estimait que le combat mené par le FLN « [devait] déboucher, logiquement, sur une transformation socialiste »,. La revue s’interrogeait par ailleurs sur la Révolution algérienne et ses perspectives et sur les transformations économiques nécessaires. Le but poursuivi devait être « résolument socialiste et opposé au néocolonialisme ». À L’Express, qui suivait une ligne plus modérée, Les Temps modernes répliquèrent qu’« à sa différence, [ils estimaient] n’avoir aucun conseil à donner au GPRA »,.
La revue dénonçait sévèrement le rôle des harkis, réagit vigoureusement contre la répression des manifestations algériennes du 17 octobre 1961, et se fit un devoir de reproduire dans ses colonnes les communiqués de la Fédération de France du FLN. Claude Lanzmann apporta son soutien à la grève de la faim des prisonniers algériens. Leurs positionnements valurent aux existentialistes des Temps modernes de s’attirer des haines féroces : l’appartement de Sartre fut plastiqué par l’OAS, et les rédacteurs faisaient l’objet de menaces croissantes.
Après la conclusion du cessez-le-feu en Algérie, Sartre déclara :

« [Les Français] n’ont pas su hâter le cessez-le-feu, toute l’histoire de notre époque leur est passée par-dessus la tête, ils vont en somnambules vers leur destin [...]. Il faut comprendre que nous avons aujourd’hui cette chance, la seule, de nous régénérer : contenir l’armée dans le loyalisme en nous unissant tous pour garantir l’exécution des accords signés. À cette condition, le cessez-le-feu pour nous aussi sera le commencement du commencement. »

Cependant, se demandait la revue, si les Français avaient perdu leur liberté, les Algériens pour leur part avaient-ils bien conquis toute la leur ? Le gouvernement Ben Bella est-il le gouvernement d’une république démocratique et sociale ? Péju, dans Les Temps modernes, répondit par l’affirmative :

« L’analyse que j’avais faite de la Révolution algérienne, je n’ai pas à y changer un mot. »

Jeanson analysait la situation de la même manière, mais indiquait cependant que la coopération avec le capitalisme français était strictement nécessaire pour empêcher le chaos économique, social et politique de s’installer en République algérienne. Il rappela que la réconciliation entre les deux équipes du FLN était le seul moyen de donner la parole au peuple et d’assigner une direction révolutionnaire au parti et au peuple algériens,.

### Gaullisme
Dès le 13 mai 1958, l’équipe des Temps modernes proclama son absolue opposition au général de Gaulle, « général de pronunciamiento qui, en dépit de ses aspirations à la ‘grandeur’, réduit la France au rang d’une dictature sud-américaine du siècle dernier ». Appelant à mener l’opposition au côté des communistes, la revue réclama la sécession de la minorité SFIO, car

« ce serait le premier signe de vie d’une gauche nouvelle au contact de laquelle le PC pourrait enfin se transformer sans craindre de s’affaiblir, puisque c’est avec elle seulement qu’il peut espérer triompher un jour de l’ennemi commun ». »

En vue du référendum du 28 septembre 1958, Sartre intervint personnellement et vivement dans le débat. Choisissant L’Express comme tribune, il dénonça la consultation du 28 septembre comme une atteinte portée à la souveraineté populaire, un « plébiscite truqué ». Aux opposants de gauche, Les Temps modernes adressèrent la proposition de se regrouper pour reconstituer la gauche. C’est aussi, mais sur d’autres bases, ce que proposait Merleau-Ponty, dont l’antigaullisme était aussi virulent que celui des Temps modernes.
La revue appela également à voter non au référendum de janvier 1961 (sur l’indépendance algérienne) comme à celui d’octobre 1962 (sur l’élection du président de la République au suffrage direct),,. Dans les années 1960, l’antigaullisme cimentait la gauche et servait en particulier de passerelle de rapprochement vers le PC, avec lequel la relation s’était embellie à mesure que la situation s’améliorait en Hongrie et que s’aggravait la répression en Algérie, et sous l’effet du sentiment qu’il serait néfaste de se couper des masses.
Ainsi l’équipe des Temps modernes fut-elle conduite à participer à une organisation de masse avec des communistes et la gauche non-communiste (à l’exception des courants influencés par la SFIO). Le 4 décembre 1961 en effet, à l’instigation d’intellectuels du PC, quelque 250 universitaires et intellectuels fondèrent la Ligue d’action pour le Rassemblement antifasciste, au sein duquel cependant le conflit, déjà latent, éclata assez vite, dès le 11 février 1962, entre Les Temps modernes et les communistes. La revue voulait que l’organisation soit relativement centralisée, qu’elle se proclame résolument hostile au gouvernement et qu’elle prenne conscience de « la solidarité de principe et de masse, des peuples » existant entre Français et Algériens, alors que les communistes au contraire voulaient élargir au maximum, sur un programme réduit, le rassemblement. Enfin, Les Temps modernes souhaitaient que l’organisation ne se limite pas aux intellectuels, mais qu’elle comprenne aussi des comités d’ouvriers, point sur lequel le désaccord communiste fut le plus vif, le PC craignant sans doute des comités d’ouvriers où la CGT pourrait être largement majoritaire. Les Temps modernes, toujours aussi « irrespectueux » vis-à-vis des partis établis, étaient opposés à toute limitation de la lutte et ne redoutaient pas d’« envisager les éléments d’une action radicale » et de chercher des contacts avec la CGT pour essayer de convaincre certains de ses éléments.
Au sein de cette organisation, qui prit le nom de Front d’action et de coordination des universitaires et intellectuels pour un rassemblement antifasciste (FACUIRA ou FAC), Sartre, tout en y collaborant sans réticence, ne ménagea pas ses critiques contre les communistes et ne cessa d’essayer de les contraindre à durcir leur action. Entre-temps, Les Temps modernes soutenaient que le Parti n’avait pas renouvelé ses méthodes et qu’il n’était pas « sorti de sa sclérose »,. Toutefois, Sartre restait persuadé que

« si on ne travaille pas avec eux [les communistes], on retombe dans cette fausse gauche qui n’aboutit à rien. Si on ne travaille pas avec le Parti, on file à droite,. »

Vu que le PCF se cramponnait dans sa méfiance, et que Roger Garaudy, membre de son comité central, clamait que « Sartre a perdu confiance dans l’avenir de la classe ouvrière », Les Temps modernes allèrent chercher ailleurs qu’en France des liens plus étroits avec le communisme. Après la Pologne, une liaison politique fut graduellement nouée avec le PC italien (PCI). Une véritable amitié politique était née entre Sartre et le PCI, à telle enseigne que Sartre déclara en 1963 : « Si j’étais en Italie, je m’inscrirais au PCI ». La revue accordait désormais une large place aux analyses du PCI et publia un article de son secrétaire général Palmiro Togliatti dans le numéro de février 1962,. Dans le numéro double consacré en septembre-octobre 1962 aux « Données et problèmes de la lutte ouvrière », sur onze articles, cinq étaient d’auteurs italiens.
Cependant, en 1963, le communiste Léo Figuères assimilait Sartre aux « révisionnistes modernes que la bourgeoisie accepte à bras ouverts »,. Les communistes français faisaient grief aux existentialistes des Temps modernes de ne pas avoir, alors qu’ils étaient « sincèrement, voire passionnément, ennemis de l’abjection capitaliste, […] rejoint la seule force capable d’en libérer l’homme, la classe ouvrière et son avant-garde communiste ». Mais les existentialistes des Temps modernes n’étaient guère impressionnés par ce genre de reproches, que l’on n’adresse généralement qu’aux alliés gênants, ce que précisément ils ambitionnaient d’être. Les Temps modernes s’obstinaient à faire des analyses que d’autres ne font pas ou font mal, et à rappeler certains principes et certains objectifs. La revue publia de très nombreuses études sur les problèmes paysans, et en décembre 1961 un numéro consacré aux « Problèmes du capitalisme ». Abondaient aussi les articles sur les questions syndicales, les études sur les problèmes des étudiants et sur la réforme de l’université. Les Temps modernes s’efforçaient de réfléchir sur la classe ouvrière et sur son rôle dans les nations industrialisées. Prenant ses distances avec les lieux communs et les concepts obsolètes, la revue s’appliquait à intégrer et à utiliser les thèses plus neuves provenant de la CGIL, la centrale syndicale socialo-communiste d’Italie. C’est à quoi tendaient les numéros doubles de la revue consacrés aux « Données et problèmes de la lutte ouvrière », et aux « problèmes du mouvement ouvrier ». S’y déployaient en particulier les thèses d’André Gorz sur la lutte d’émancipation ouvrière, notamment le postulat selon lequel

« le passage au socialisme ne peut se faire pour nous ni dans l’immédiat, ni par l’insurrection armée, mais à travers des transitions seulement, marquées inévitablement par des luttes très dures, échelonnées sur une assez longue période, […] la politique dite de coexistence pacifique est […] la seule qui soit acceptable pour nous. »

Le combat à mener apparaissait difficile, témoin le constat que le néo-capitalisme n’avait essuyé de grande défaite qu’aux élections italiennes des 28-29 avril 1963. L’Occident se caractériserait, selon un éditorial de la revue, par un renforcement des monopoles et par une tentative d’intégration (plus ou moins réussie) du prolétariat,.
Pour ce qui est de la conscientisation politique de la population, on serait, selon Sartre, « arrivé à la cote d’alarme ». Dans la vie politique française, cette démission et ce désintérêt se traduiraient par le gaullisme qui en aurait largement tiré profit et auquel seule une force organisée, avec une politique de rechange réelle, sera en mesure de mettre fin. Les Temps modernes voulaient surtout éviter que « la gauche se renie sous prétexte de se mettre au goût du jour ». Pour l’équipe de rédaction, les élections législatives de 1962 ont marqué le regroupement de la droite. Il est vain d’essayer de replâtrer le vieux régime de la IVe République, même en essayant de la rénover. Les anciens dirigeants de parti, antigaullistes aujourd’hui, étaient suspects aux yeux des Temps modernes, car « ce sont toujours d’ex- ou de futurs ralliés ». Rien ne se fera sans l’unité d’une gauche régénérée.
Face à un gaullisme désormais bien installé en France, la gauche oscillait entre diverses formes de « réalisme » : soit on liquide tout, sous prétexte de s’adapter, tentation centriste qui restait constante chez Gaston Defferre comme chez Guy Mollet ; soit, à l’instar de François Mitterrand, l’on construisait dans la précipitation quelque cartel électoral sans grand avenir où le PC se trouvait ravi de jouer les forces d’appoint et où chacun brandissait les symboles d’hier sans vouloir poser les problèmes de la société industrielle moderne. Des deux côtés, la question d’une véritable unité offensive de la gauche se trouvait esquivée ou balayée,. Selon la revue, le PC ne cherchait pas à sortir de sa torpeur, n’essayait pas d’appréhender la situation pour pouvoir mordre sur elle ; il restait incapable d’analyser le stalinisme, c’est-à-dire le sien, abandonnant la connaissance de la société à d’autres, qui s’en servaient contre le PC.